# Machu Picchu
Pour les articles homonymes, voir Machu Picchu (homonymie).
Machu Picchu (prononcé en français : /matʃu pitʃu/ ; en espagnol : /ˈmatʃu ˈpitʃu/ ou /ˈmatʃu ˈpiɣtʃu/ ; en quechua local : Machu Pikchu, /ˈmatʃu ˈpixtʃu/, signifiant litt. « vieille montagne » ou « vieux sommet ») est une ancienne cité inca du XVe siècle au Pérou, perchée sur un promontoire rocheux qui unit les monts Machu Picchu et Huayna Picchu (« le Jeune Pic » en quechua) sur le versant oriental des Andes centrales. Son nom aurait été Pikchu ou Picho.
Considérée comme une œuvre maîtresse de l'architecture inca (es), elle est peu à peu abandonnée après l'effondrement de l'Empire inca au XVIe siècle, puis méconnue durant des siècles en dehors de la population locale. Cela lui a conféré une réputation de « cité oubliée ». Machu Picchu fut explorée en 1911 par l'archéologue américain Hiram Bingham (1875-1956), professeur assistant d'histoire de l'Amérique latine à l'université Yale, qui la fit connaître dans un ouvrage de référence.
Le site est généralement considéré comme une des résidences de l'empereur inca Pachacútec. Quelques-unes des plus grandes constructions et le caractère cérémonial de la principale voie d'accès au llaqta évoquent un sanctuaire religieux[réf. incomplète]. En revanche, les experts ont écarté l'idée d'un ouvrage militaire.
Au centre d'un ensemble culturel et naturel connu sous le nom de « Sanctuaire historique de Machu Picchu », le site est depuis 1983 sur la liste du patrimoine mondial de l'UNESCO et depuis le XXIe siècle une des destinations touristiques les plus visitées de la planète, suscitant des mesures de régulation du surtourisme.

## Localisation

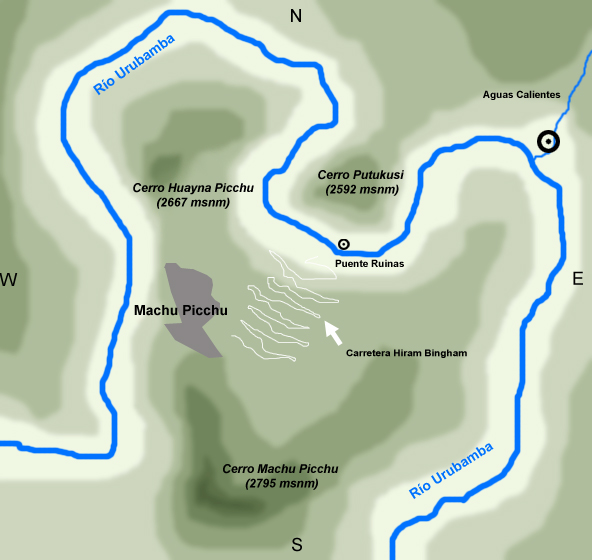
Situation des ruines de Machu Picchu, dans le Cañón del Urubamba.

Le site se trouve dans l'Est de la cordillère des Andes, aux limites de la forêt amazonienne, au Pérou (province d'Urubamba), à soixante quatorze kilomètres de Cuzco.
À 2 438 mètres d'altitude, les ruines sont à cheval sur la crête entre deux sommets : le Huayna Picchu, signifiant « jeune montagne », et le Machu Picchu, signifiant « vieille montagne ». C'est le Huayna Picchu qui surplombe le site et que l'on peut voir sur la plupart des photographies de la cité. Selon certains angles de vue, il est possible d'y imaginer le profil d'un visage humain regardant vers le ciel, dont le Huayna Picchu serait le nez. À l'opposé du Huayna Picchu, le Machu Picchu a donné son nom au site archéologique. Autour du Huayna Picchu et sur les deux côtés de la cité coule la rivière Vilcanota-Urubamba qui décrit un grand arc en contrebas d'une falaise de 600 mètres.
Les 172 constructions s'étendent approximativement sur 530 mètres de long et sur 200 mètres de large. Elles ont été incluses dans le Sistema Nacional de Areas Naturales Protegidas (SINANPE) appelé « Sanctuaire historique de Machu Picchu » qui s'étend sur 32 592 hectares afin de protéger à la fois les espèces biologiques menacées d'extinction et les sites incas dont Machu Picchu est le plus important.

### Accès
On peut accéder au Machu Picchu par différents chemins de randonnée. Le plus emprunté, le chemin de l'Inca, est soumis à un contrôle strict et ne peut être parcouru qu'avec une agence de voyages.
Le village le plus proche du Machu Picchu est Aguas Calientes, à 400 mètres en contrebas. Depuis ce village, un service de bus emprunte régulièrement la route « Hiram Bingham » vers le Machu Picchu, que coupe un sentier piéton plus direct. Aucune route ne dessert Aguas Calientes : les visiteurs du Machu Picchu doivent marcher ou utiliser la ligne de chemin de fer qui traverse le village, au départ d'Ollantaytambo ou de la centrale hydroélectrique de Santa Teresa.

## Climat
Le jour y règnent chaleur et humidité, tandis que les nuits sont fraîches. La température oscille entre 12 °C et 24 °C. Les pluies sont abondantes (environ 1 955 mm par an), tout particulièrement entre novembre et mars : ces précipitations souvent fortes alternent avec de belles éclaircies[réf. souhaitée].

## Géologie

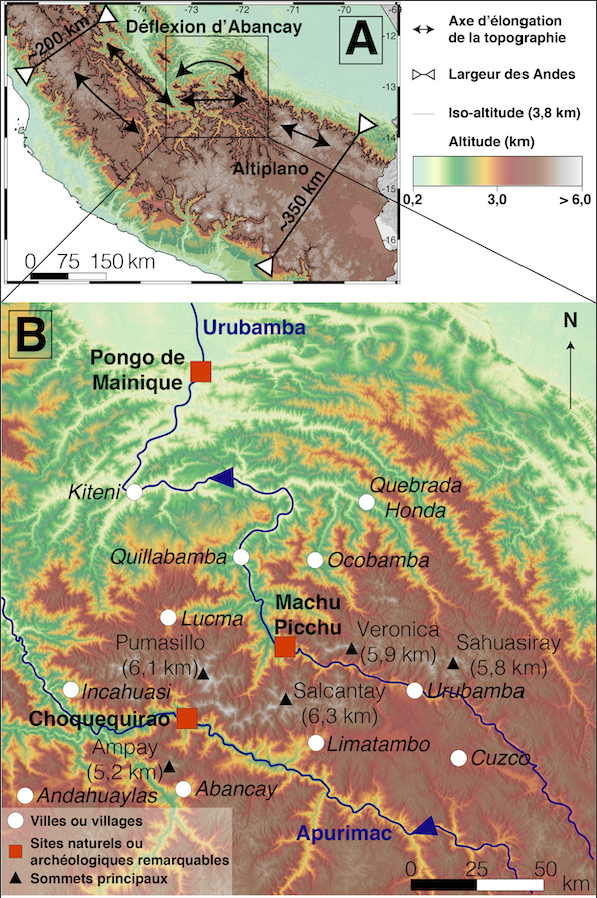
A) Topographie des Andes au sud du Pérou. La déflexion d'Abancay présente des chaînons montagneux défléchis, obliques par rapport à l'axe d'élongation des Andes péruviennes. B) Zoom sur la région du Machu Picchu.

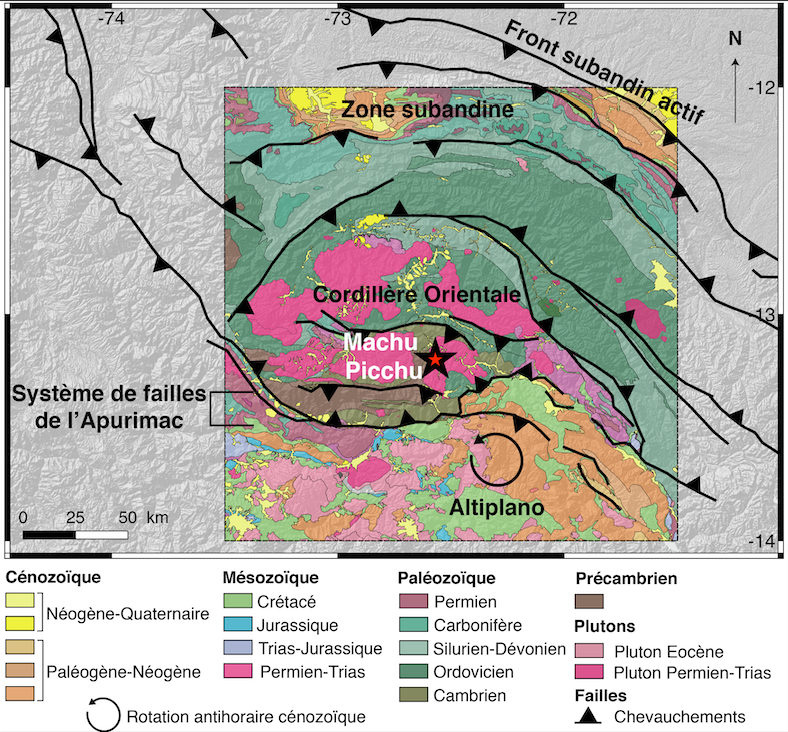
Géologie de la déflexion d'Abancay avec le Machu Picchu en son cœur.

La cité de Machu Picchu est bâtie sur des roches d'origines magmatiques appartenant au pluton granitique du Machu Picchu. Ce pluton, actuellement profondément incisé par la rivière Urubamba et ses affluents, a cristallisé en profondeur autour de 220 Ma et a été par la suite exhumé à la faveur du soulèvement associé à la tectonique andine et à l'érosion associée. Le site archéologique se situe au cœur d'une région géologique singulière au regard de sa morphologie à l'échelle de la Cordillère des Andes : la déflexion d'Abancay. Le paysage actuel, caractérisé par de profonds canyons, est le fruit d'une accélération importante de l'érosion débutée il y a 4 Ma environ imputée à un pulse[Quoi ?] d'incision fluviale à la suite de la capture de l'Altiplano voisin en amont par les rivières venant du nord (bassin amazonien) et de la probable activité tectonique du système de failles de l'Apurimac au sud de Machu Picchu,.

## Histoire
La région du Machu Picchu, située aux marges des Andes et de la forêt amazonienne, fut peuplée par les montagnards des régions de Vilcabamba et de Cusco, toujours à la recherche de nouvelles terres cultivables. Les archéologues indiquent que l’agriculture se pratiquait déjà dans la région au VIIIe siècle av. J.-C. Dans les années 900, il y a une explosion démographique de groupes liés à l’ethnie « Tampu » de l'Urubamba. Il est possible que ces peuples aient fait partie de la fédération « Ayarmaca », rivale des premiers Incas de Cusco. Cependant, l’emplacement actuel de la ville ne présente aucune trace de constructions avant le XVe siècle.

### Époque inca (1438-1534)

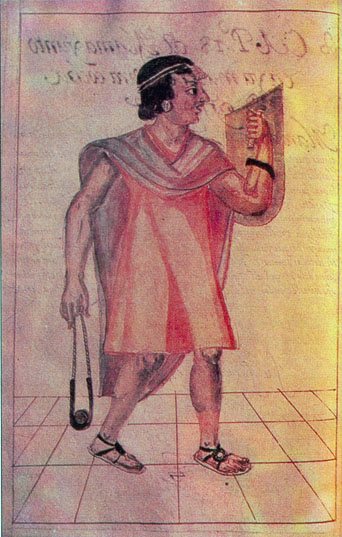
Pachacútec selon la chronique de Martín de Murúa (1615).

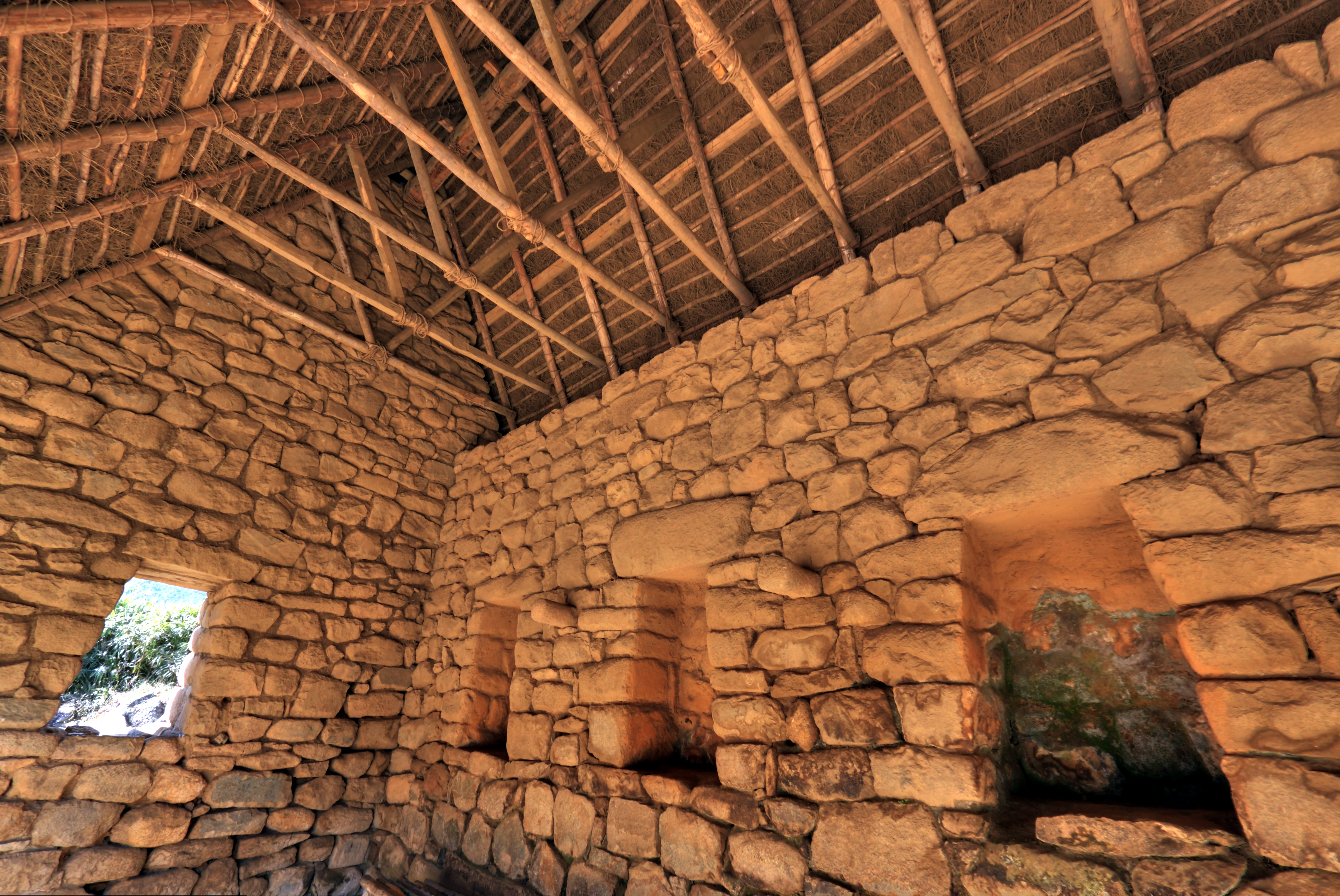
Reconstruction d'un bâtiment inca sur le site.

La ville a dû être construite sous le règne de l’empereur Pachacútec, le dirigeant à qui on attribue l'établissement de l'Empire inca (ou Tahuantinsuyu) peut-être en 1440. Machu Picchu dut plaire au monarque par ses particularités et par son emplacement à l’intérieur de l’aire géographique sacrée de Cuzco. 
Les archéologues et les historiens s'accordent sur le fait que Machu Picchu faisait partie d'un domaine royal appartenant à la lignée (ou panaca) de l'empereur Pachacútec. L'architecture monumentale au cœur du Machu Picchu est en fait les vestiges d'un palais de campagne situé dans le domaine royal de Pachacútec. Les domaines royaux étaient des terres revendiquées par un empereur inca pour sa lignée qui étaient maintenues à perpétuité dans le but apparent de prendre soin et de faire des offrandes au souverain et, après sa mort, à la momie du souverain. Souvent, ces domaines royaux ont été créés pour commémorer les conquêtes, et le Machu Picchu a peut-être été construit pour célébrer la conquête par Pachacútec de la basse vallée du río Urubamba. L'empereur et les membres de sa lignée ne résidaient que de façon saisonnière dans les palais élaborés construits dans ces domaines de campagne, mais une suite de serviteurs demeurait pour entretenir les installations. La vallée d'Urubamba était un lieu privilégié pour les domaines royaux et Machu Picchu, Pisac, Ollantaytambo et plus d'une douzaine d'autres ont été identifiés.
Machu Picchu dut avoir une population variable comme la majorité des llactas incas : entre 300 et 1 000 habitants appartenant probablement à une élite religieuse et/ou politique. Le travail agricole était effectué par des travailleurs mitmaqkuna amenés des différentes provinces de l’Empire. Les lignées royales étaient desservies par des individus connus sous le nom de yanacona qui n'étaient pas ethniquement incas et ont été réinstallés en permanence pour répondre aux besoins quotidiens de l'Inca, de sa momie et de ses invités. Les yanacona étaient considérés comme privilégiés par rapport à la population générale, cela s'exprimant dans leur proximité avec la royauté et dans des avantages matériels, tels que les produits de luxe. Ils avaient été prélevés sur les terres conquises par l'empereur ou présentés en cadeau par d'autres panacas, même après la mort du fondateur du domaine royal. Les yanacona, qui étaient des hommes, semblent avoir reçu des épouses de la classe de femmes connues sous le nom d'« aclla », des « femmes choisies » qui ont été séparées de leur groupe ethnique et éduquées dans des établissements spéciaux.
Les vallées avoisinantes formaient une région densément peuplée et qui avait augmenté de façon spectaculaire sa production agricole à partir de la période inca en 1440. Les Incas construisirent là de nombreux centres administratifs, les plus importants étant Patallacta et Quente, et des complexes agricoles avec des cultures en terrasses. Machu Picchu dépendait de ces complexes pour son alimentation mais leur production était insuffisante, nécessitant des importations depuis d’autres provinces. La communication entre les régions était rendue possible grâce au réseau formé par les huit chemins incas qui allaient à Machu Picchu. La petite cité se différenciait des populations voisines par la singulière qualité de ses grands édifices.
À la mort de Pachacútec, et selon les coutumes royales incas, Machu Picchu passa à sa panaca (cour, clan, clientèle élargie), qui devait destiner les rentes produites au culte de la momie du défunt roi[réf. incomplète]. Cette situation se serait poursuivie sous les règnes de Tupac Yupanqui (1470-1493) et Huayna Capac (1493-1529).
La ville ne peut justifier le mythe de la « cité perdue » (développé par le livre d'Hiram Bingham, La Fabuleuse Découverte de la cité perdue des Incas) ou du « refuge secret des empereurs incas » car Machu Picchu dut perdre de son importance en raison du désintérêt des empereurs successifs et aussi de l’ouverture d’un chemin plus sûr et plus large entre Ollantaytambo et Vilcabamba (vallée de Amaybamba)[réf. incomplète].

### Époque de transition (1534-1572)

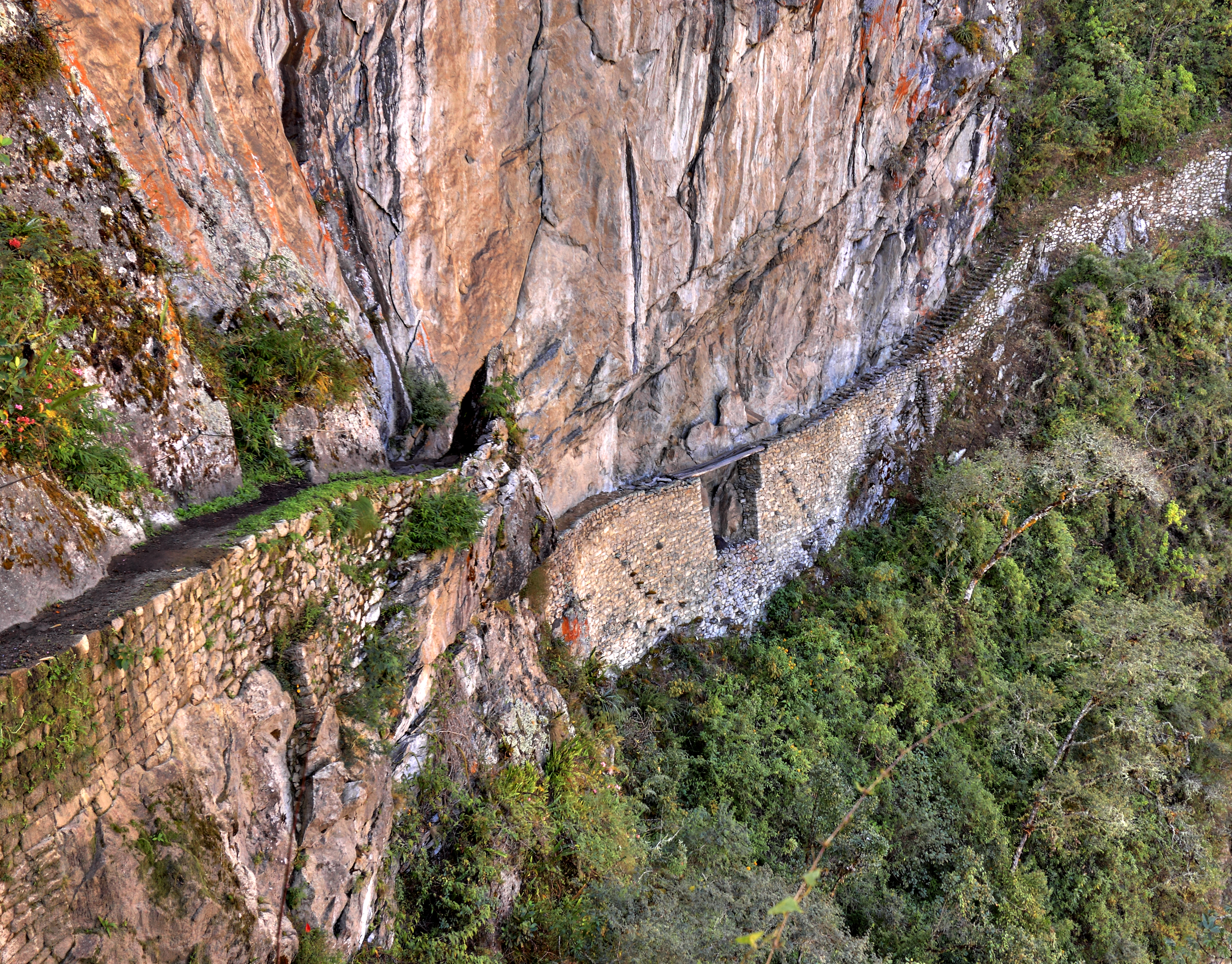
Le pont de l'Inca, contrôlant l'accès au Machu Picchu depuis l'ouest.

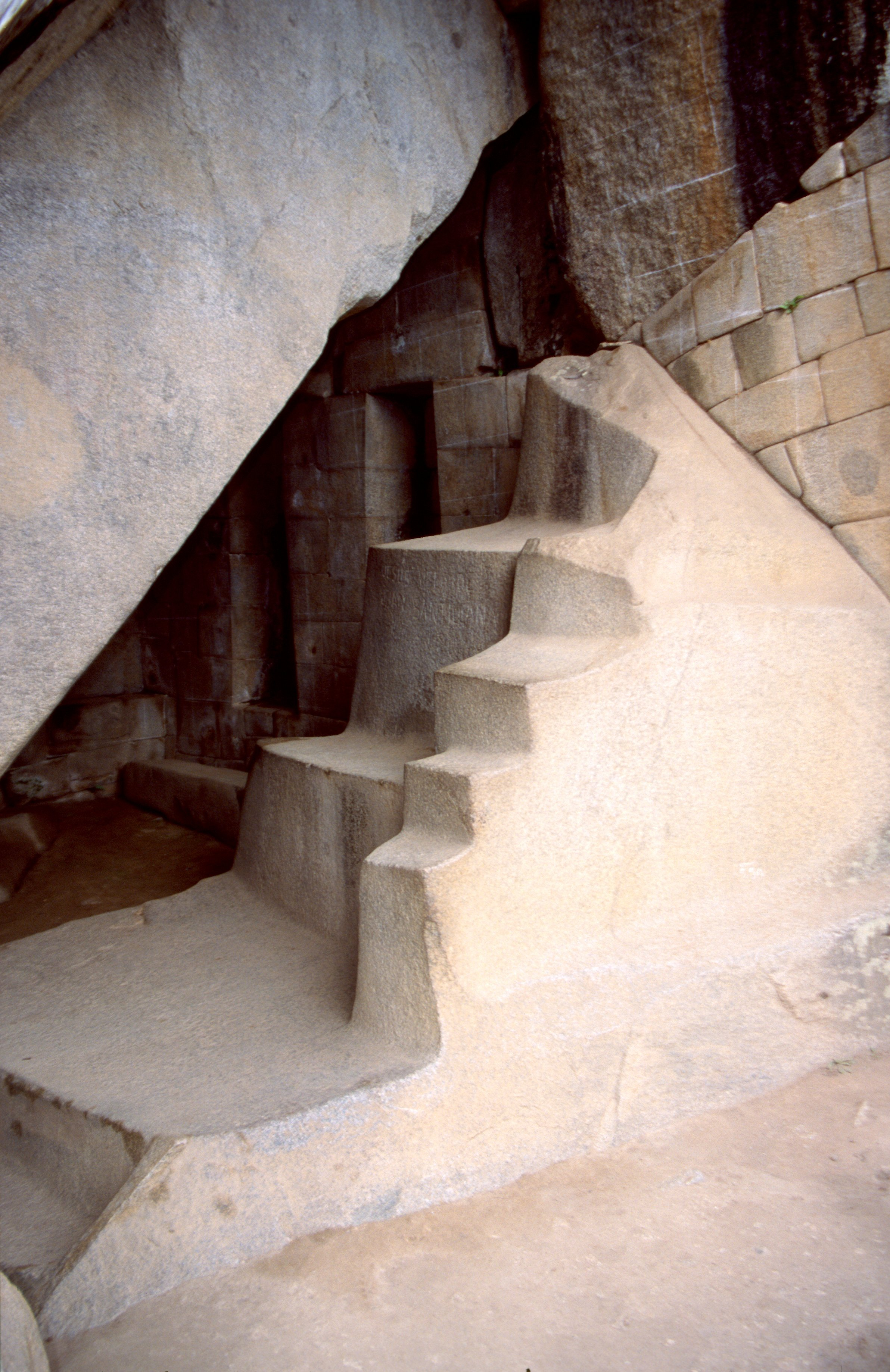
Roche taillée sous le Temple du Soleil à Machu Picchu.

La guerre civile inca (1531-1532) et l’arrivée des Espagnols à Cuzco en 1534 vidèrent les activités de Machu Picchu de sens, une fois disparue l’aire géographique sacrée de Cuzco. En outre, la résistance inca dirigée par Manco Inca en 1536 appela les nobles des régions proches à rejoindre la cour en exil de Vilcabamba, et il est fort probable que les principaux nobles de Picchu aient alors abandonné la ville. Des documents contemporains mentionnent une dépopulation de ces régions. Les paysans de la région étaient essentiellement des mitmas, issus des différents peuples conquis par les Incas et déplacés de force sur ces terres. À la chute du système économique inca, ils retournèrent sur leurs terres natales,,.
Picchu et sa région deviennent tributaires de l’encomienda espagnole d'Ollantaytambo : le premier chef en fut le conquistador Francisco Pizarro. Ceci ne signifie pas que les Espagnols montèrent jusqu’à Machu Picchu, ni qu’ils connaissaient son importance passée, mais ils connaissaient le lieu probablement déjà en partie déserté. Un document indique que l’Inca Titu Cusi Yupanqui, qui régnait à Vilcabamba, demanda à des frères augustins d’évangéliser « Piocho » vers 1570. Il n’y a pas de lieu qui se nomme ainsi, mais « Picchu » est le seul nom qui s’en rapproche. C'est ce qui fait dire à Lumbreras que les fameux « extirpeurs de l’idolâtrie » ont peut-être à voir avec la destruction et l’incendie du Temple du Soleil.
Le soldat espagnol Baltasar de Ocampo décrivit à la fin du XVIe siècle, dans les dernières années de la résistance inca, une cité « au sommet d’une montagne », avec des constructions « extrêmement somptueuses » et une grande acllahuasi. La brève description qu’il en fait rappelle Picchu. D’ailleurs, Ocama affirme que le lieu s’appelle « Pitcos ». Le seul lieu dont le nom se rapproche est « Vitcos », un site inca à Vilcabamba, complètement différent de celui décrit par Ocampo[réf. incomplète]. Ocampo indique que dans ce lieu a grandi Tupac Amaru, successeur de Titu Cusi et dernier Inca de Vilcabamba.

### De la colonisation à la République (XVIIe–XIXesiècles)
Après la chute du royaume de Vilcabamba en 1572 et la consolidation du pouvoir espagnol dans les Andes centrales, Machu Picchu demeura dans la juridiction de différentes haciendas coloniales qui changèrent plusieurs fois de mains jusqu’à la création de la république (1821). Elle devint un lieu à part, éloigné des nouvelles routes et axes économiques du Pérou. La région fut pratiquement ignorée par le régime colonial qui ne fit édifier ni église ni cité importante dans la zone.
La population andine ne semble pas avoir eu la même attitude ; le secteur agricole de Machu Picchu ne paraît pas avoir été abandonné. Par contre, les constructions de la zone urbaine n’ont pas été occupées et furent envahies rapidement par la végétation, sans pour autant être complètement oubliées comme on l'a souvent écrit.

### XIXesiècle
En 1865, le naturaliste italien Antonio Raimondi passa au pied des ruines sans les voir et mentionna la population clairsemée de la région. En 1870, l'Américain Harry Singer indiqua pour la première fois sur une carte le Cerro Machu Picchu et le Huayna Picchu, pour lequel il précisa que c'était le Huaca de l'Inca, preuve d'une certaine connaissance de l'histoire inca par les autochtones. Sur la carte de 1874 de l'Allemand Herman Gohring, les deux sites sont mentionnés avec exactitude. Le voyageur français Charles Wiener affirmait en 1880 qu'il y avait « des ruines à Machu Picchu », mais sans pouvoir se rendre sur le lieu. C'est la preuve que l'existence des ruines n'avait pas été oubliée.

### Reconnaissance archéologique (c. 1860-1911)

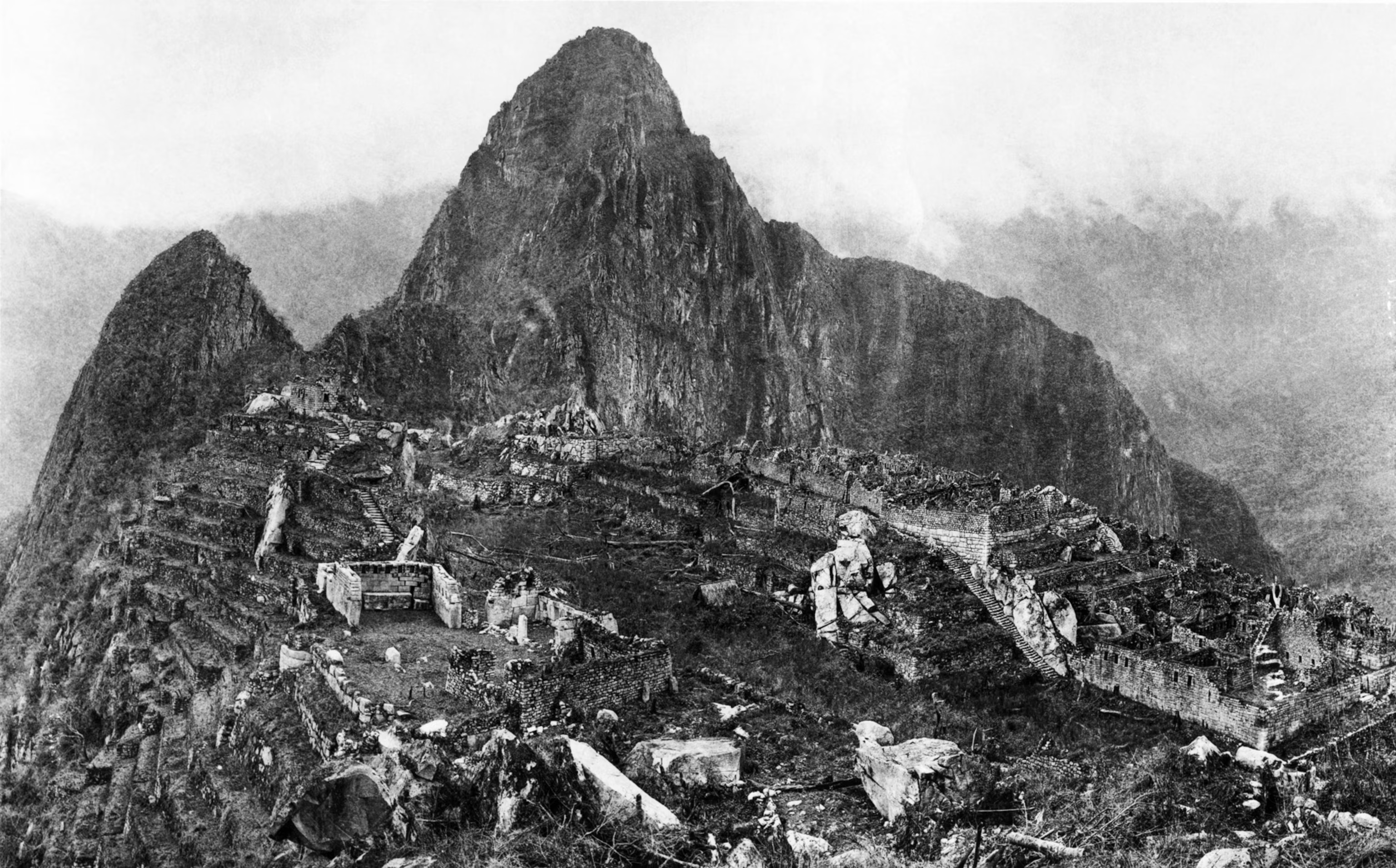
Photo du site, prise par Hiram Bingham en 1912.

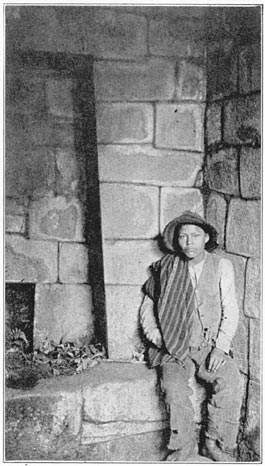
Un des aides de Hiram Bingham dans la cave sous le Temple du Soleil, en 1912.

Des recherches, publiées en 2008 par l’historien Paolo Greer, suggèrent que c’est le prospecteur de mines allemand August R. Berns qui aurait redécouvert le site vers 1860,,. Il aurait même commencé le pillage des artefacts avec l'aval des autorités péruviennes de l'époque. Ces affirmations, publiées en juin 2008, sont à prendre avec précaution. Il avait en effet reçu l'autorisation de « prospecter des Huacas del Inca », le terme huaca pouvant aussi bien décrire le lieu sacré de Machu Picchu qu'une mine.
Les premières références directes actuellement connues pour ce site indiquent qu'Agustín Lizárraga, originaire de Cuzco, arriva dans la ville le 14 juillet 1902, guidant Gabino Sánchez, Enrique Palma et Justo Ochoa. Les visiteurs laissèrent un graffiti avec leurs noms sur les murs du Templo de las Tres Ventanas ; Hiram Bingham III trouva le graffiti en 1911 comme il l'affirme dans son livre de 1922. Certains affirment que Lizarraga aurait déjà visité Machu Picchu en 1894.
Hiram Bingham, un historien américain de l'université Yale qui effectuait des recherches sur la ville perdue de Vilcabamba, le dernier refuge de l'Inca, entendit parler de Lizárraga. Lors de ses recherches, il passa à Machu Picchu et poursuivit pour revenir plus tard et découvrit ainsi quatre sites. Accompagné par ses guides, le sergent de la garde civile Carrasco et le paysan Melchor Arteaga, il retourna à Machu Picchu le 24 juillet 1911. Ils rencontrèrent deux familles de paysans vivant là : les Recharte et les Álvarez qui utilisaient encore les constructions pour se ravitailler en eau. C'est un des fils Recharte qui conduisit Bingham jusqu'à la zone urbaine en friche. Bingham fut très impressionné par ce qu'il voyait et sollicita l'université Yale, la National Geographic Society et le gouvernement péruvien pour pouvoir commencer rapidement l'étude scientifique du site. Il participa aux premières fouilles sur le site avec l'ingénieur Ellwood Erdis, l'ostéologue George Eaton, la participation de Toribio Recharte et Anacleto Álvarez et un groupe de travailleurs anonymes de la région. Son livre, Lost City of the Incas, rendit ce lieu célèbre dans le monde. En 1913, la National Geographic Society consacra entièrement le numéro d'avril de son magazine au Machu Picchu.
Au sens strict, Bingham n'a pas découvert Machu Picchu, mais il a été le premier à reconnaître l'importance des ruines, de les étudier avec une équipe multidisciplinaire et de divulguer les résultats. Les critères archéologiques n'ont pas toujours été pertinents et la sortie du Pérou des objets découverts a beaucoup contribué à la polémique : la législation péruvienne ayant été purement et simplement détournée pour permettre l'exportation « temporaire » de 35 000 fragments de poteries et autres pièces archéologiques vers l'université Yale afin de les étudier, il était prévu qu'elles retourneraient au Pérou après que les études seraient publiées ainsi que les photos prises. Or, le Pérou a dû attendre jusqu'en 2010 pour que l'université Yale, sous la menace de poursuites judiciaires, accepte de les restituer.

### Depuis 1915
Entre 1924 et 1928, Martín Chambi et Juan Manuel Figueroa prirent une série de photographies à Machu Picchu qui furent publiées dans différents magazines du Pérou, augmentant ainsi l'intérêt local pour les ruines et les transformant en symbole national. Depuis l'ouverture en 1948 d'une route qui permet d'aller de la gare aux ruines, Machu Picchu est devenue le principal lieu touristique du Pérou. Durant les deux premiers tiers du XXe siècle, l'intérêt pour l'exploitation du site fut plus grand que celui pour la conservation ou l'étude des ruines ; ceci n'a tout de même pas empêché quelques recherches importantes sur le site, notamment les travaux de Paul Fejos (financé par le Viking Fund d'Axel Wenner-Gren) sur les sites incas aux alentours de Machu Picchu ou ceux de Luis E. Valcarcel (es) qui lia le site à Pachacutec. C'est à partir de 1970 que de nouvelles générations d'archéologues (Chavez Ballon, Lorenzo, Ramos Condori, Zapata, Sanchez, Valencia, Gibaja), d'historiens (Glave et Remy, Rowe, Angles), d'astronomes (Deaborn, White, Thomson) et d'anthropologues (Reinhard, Urton) fouillèrent les ruines et leur passé.
L'établissement d'une zone de protection écologique autour des ruines en 1981, l'inscription de Machu Picchu sur la liste du patrimoine mondial de l'UNESCO en 1983 et l'adoption d'un plan majeur pour le développement soutenu de la région en 2005 ont été les points forts d'une action visant à conserver Machu Picchu et ses alentours. Mais les mauvaises restaurations, les incendies de forêt (comme celui de 1997) et les conflits politiques ont entaché cet effort de l'État pour gérer au mieux les ruines.
En 2004, quelque 400 000 touristes visitèrent le Machu Picchu, et l'UNESCO a depuis exprimé ses craintes que leur nombre trop important ne dégrade le site. Selon les autorités péruviennes, l'éloignement et la difficulté d'accès au site imposent d'eux-mêmes des limites naturelles à l'expansion du tourisme. Régulièrement, des propositions sont faites pour installer un téléphérique pour rejoindre le site, mais elles ont toutes été rejetées jusqu'à présent.
Le 12 juillet 2006, le Congrès du Pérou vota la loi 28778 concernant le retour des objets archéologiques formant l'essentiel de la collection Machu Picchu du musée Peabody (abrité par l'université Yale), ceux qui avaient été autorisés à sortir du pays par le décret suprême 1529 du 31 octobre 1912 et le décret suprême 31 du 27 janvier 1916.
Le 7 juillet 2007, le site du Machu Picchu est désigné comme étant l'« une des sept nouvelles merveilles du monde », d'après un concours controversé ayant mobilisé 100 millions de personnes sur Internet,.
En septembre 2007, l'université Yale a promis de rendre les 4 000 pièces archéologiques trouvées par Hiram Bingham. Le 6 octobre 2011, l'université nationale de San Antonio Abad del Cusco a inauguré à Cuzco, en collaboration avec l'université Yale, un centre international pour l'étude de Machu Picchu, l'International Center for the Study of Machu Picchu and Inca Culture, destiné notamment à la conservation des pièces archéologiques qui seront rendues par l'université Yale avant le 31 décembre 2012.

## Description
Par sa richesse architecturale, le Machu Picchu est l'un des sites archéologiques les plus importants de l'Amérique latine.

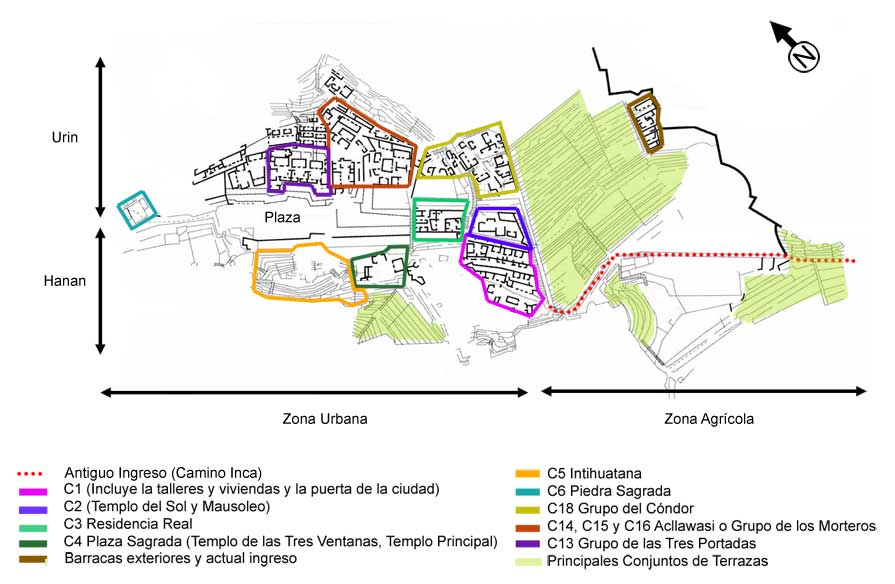
Principaux secteurs de Machu Picchu.

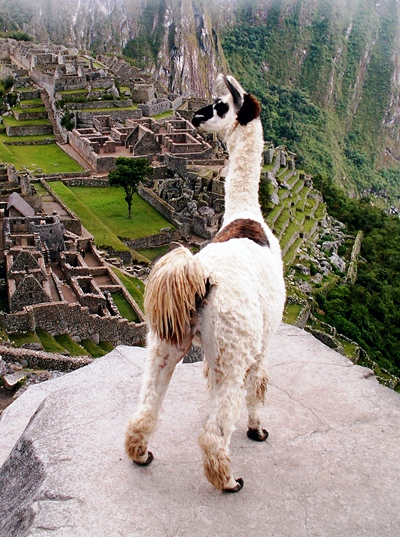
Vue avec un lama face au Machu Picchu.
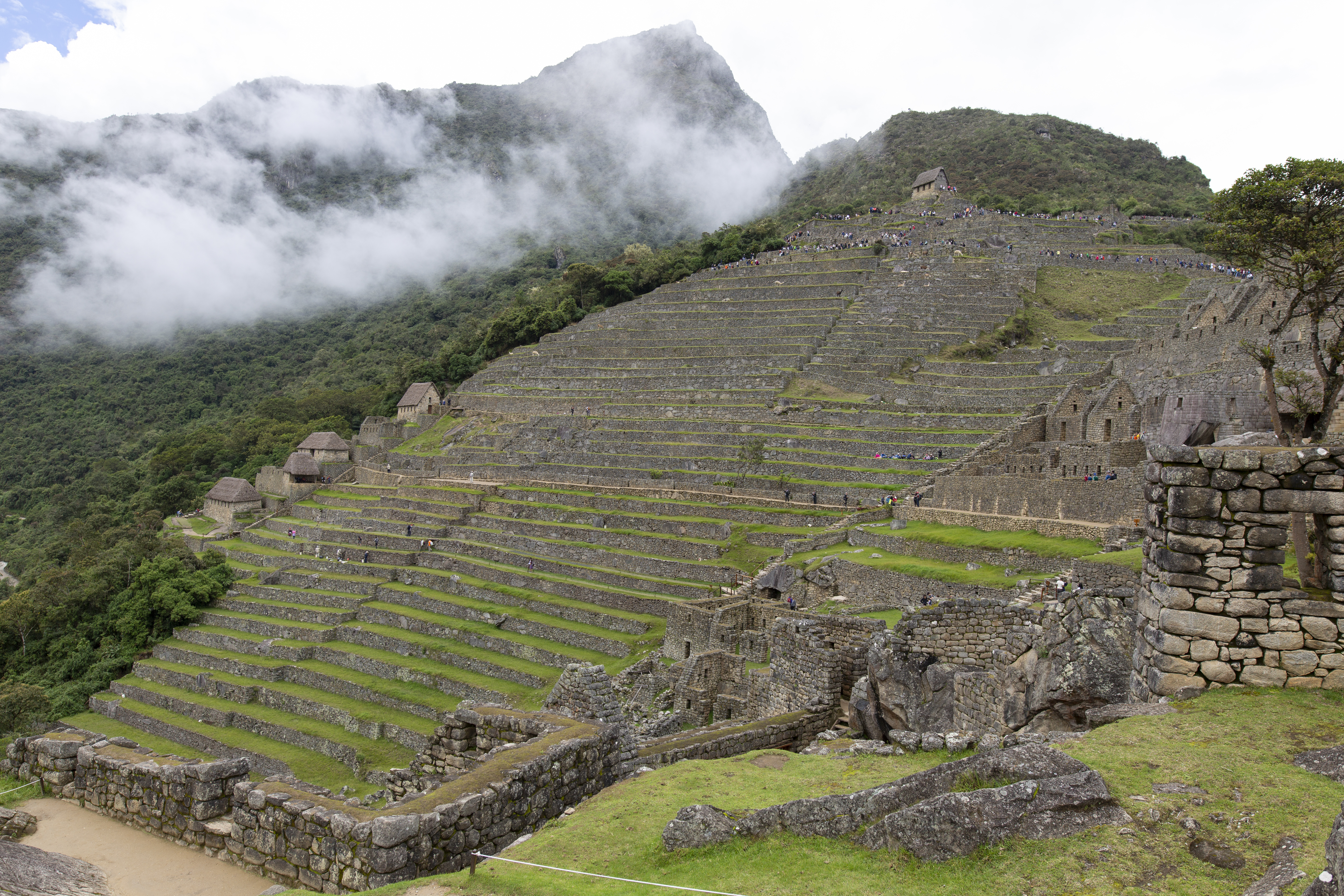
Terrasses du côté est dans le secteur agricole.
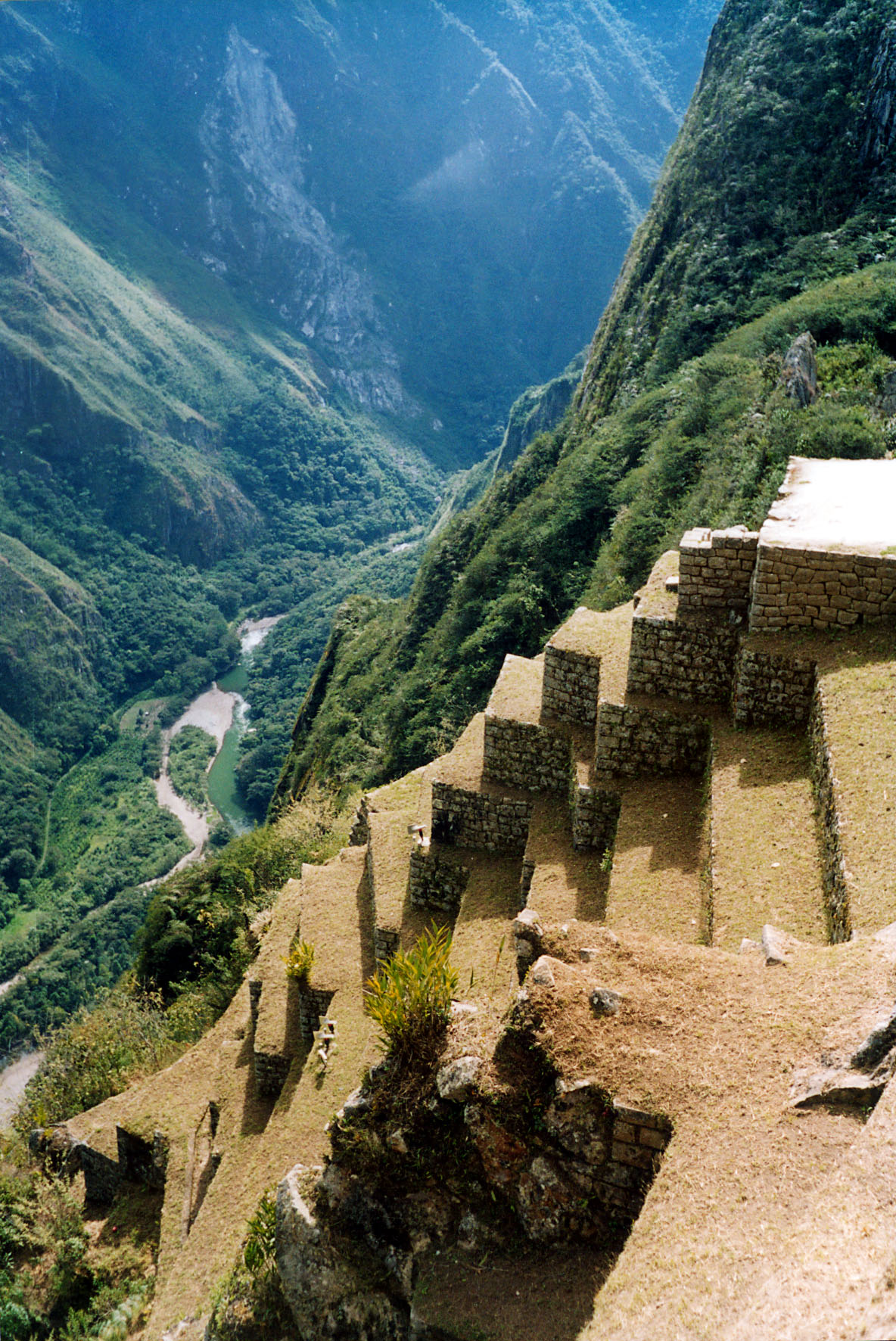
Vue de la rivière Urubamba à partir des terrasses du Machu Picchu.
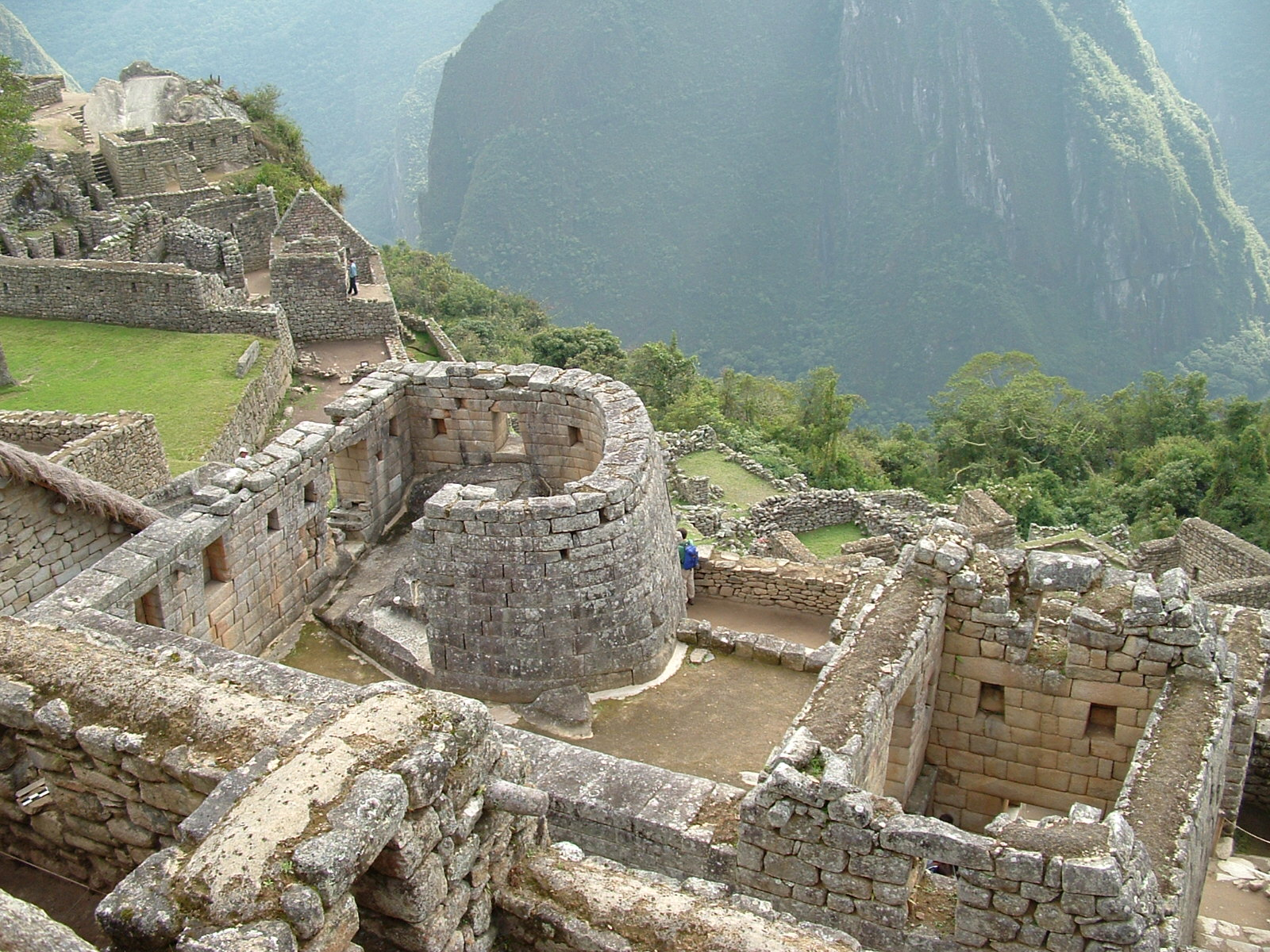
Le Temple du Soleil ou Torreón.
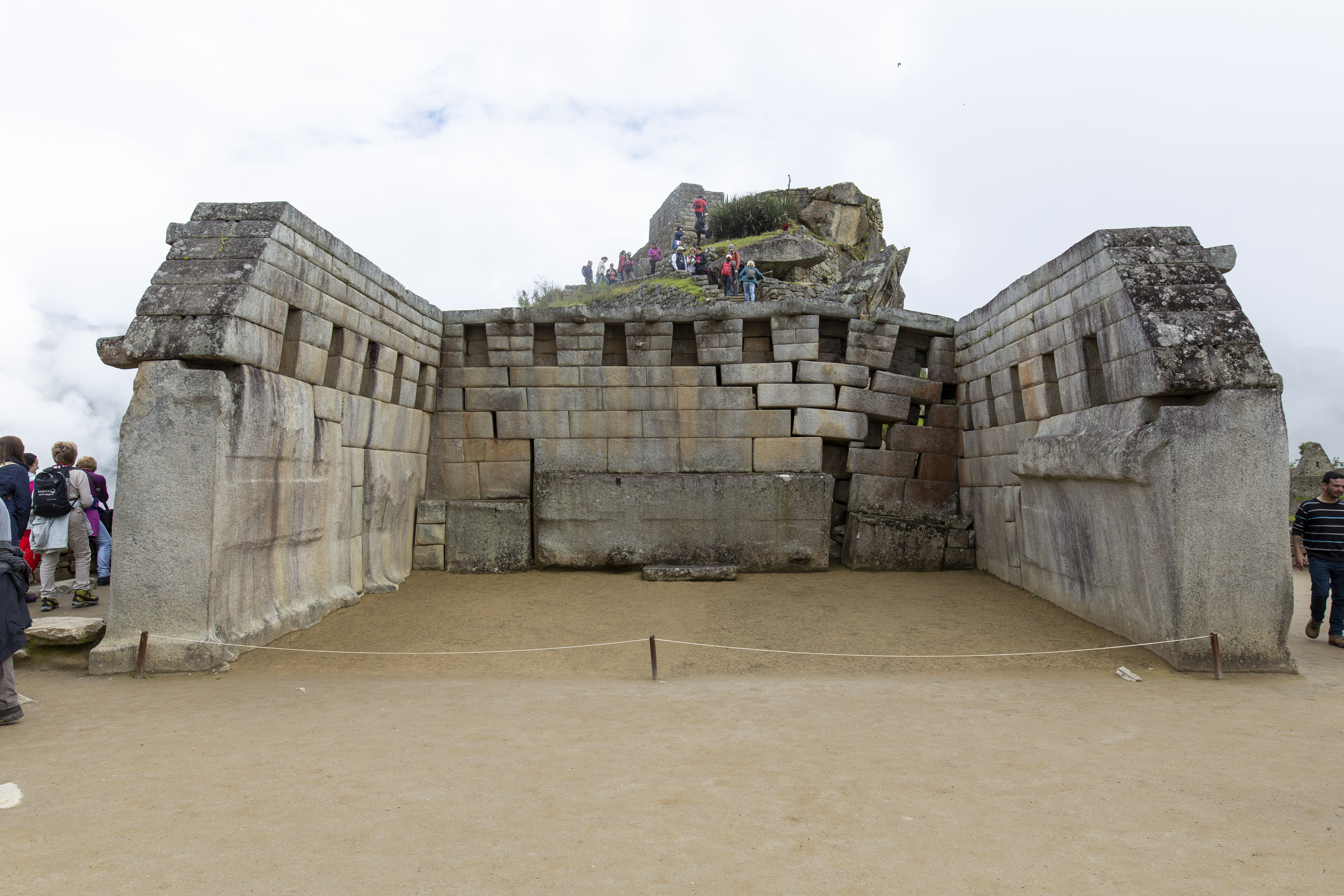
La structure connue comme le Temple principal.
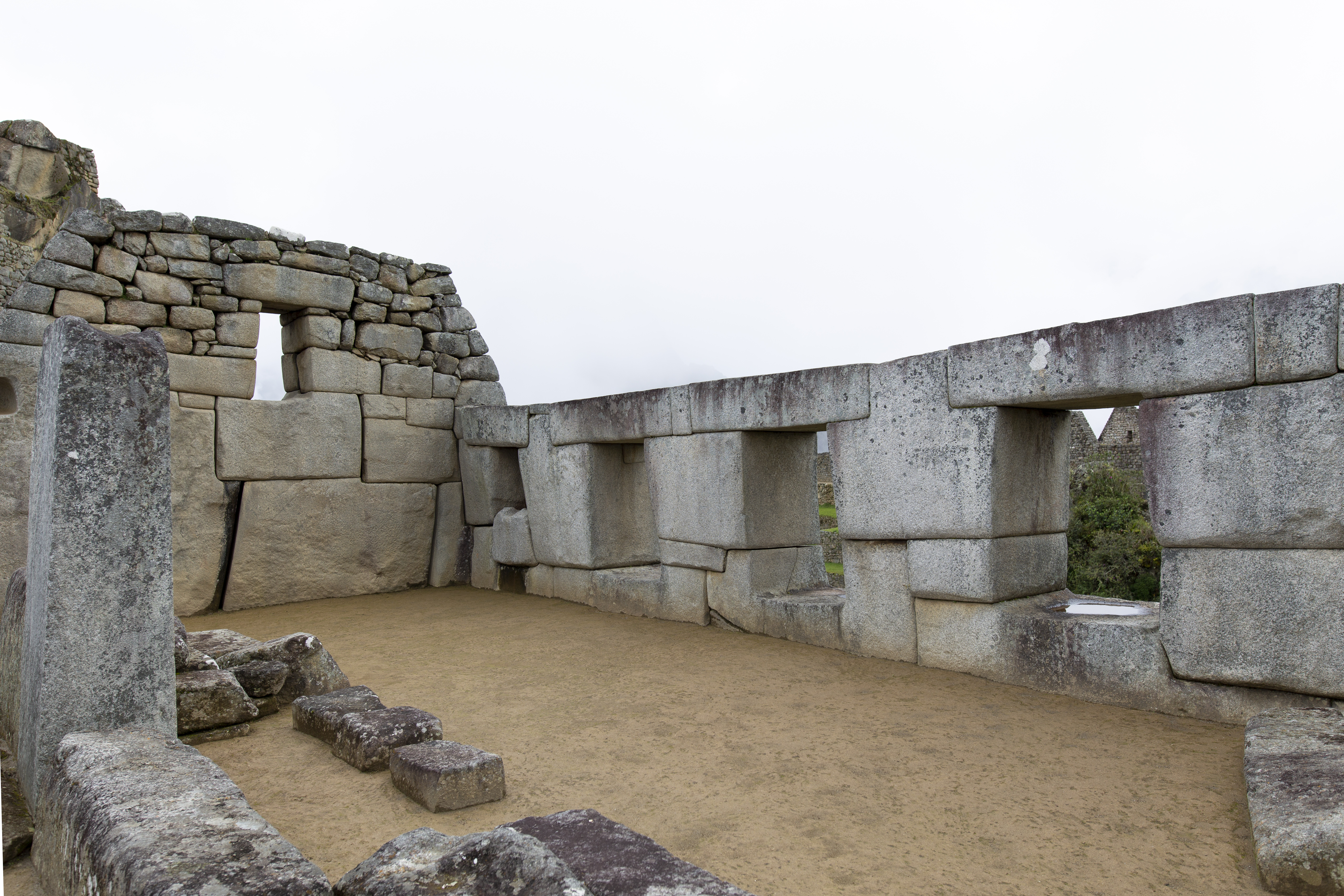
Temple des trois fenêtres.
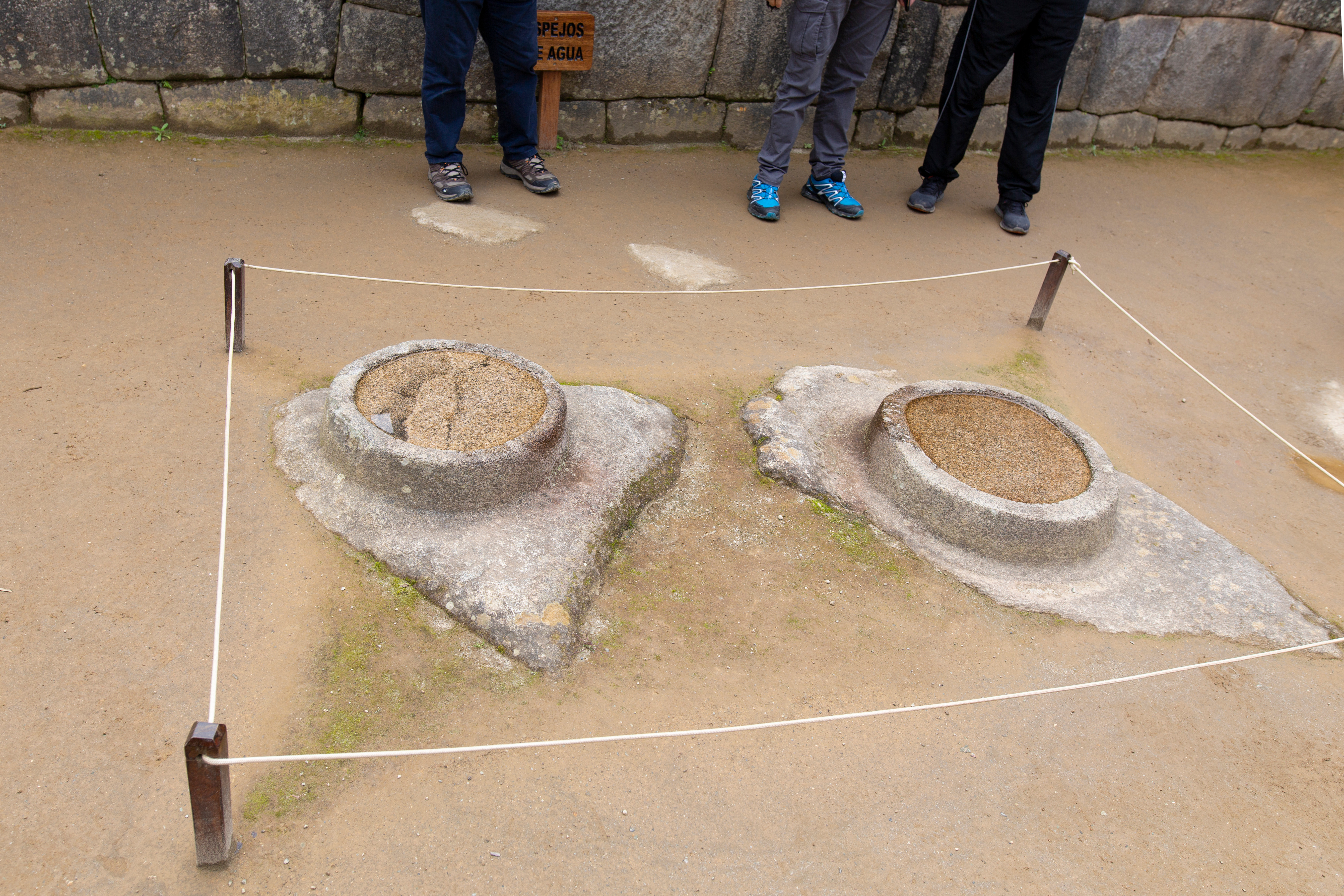
Miroir d'eau.
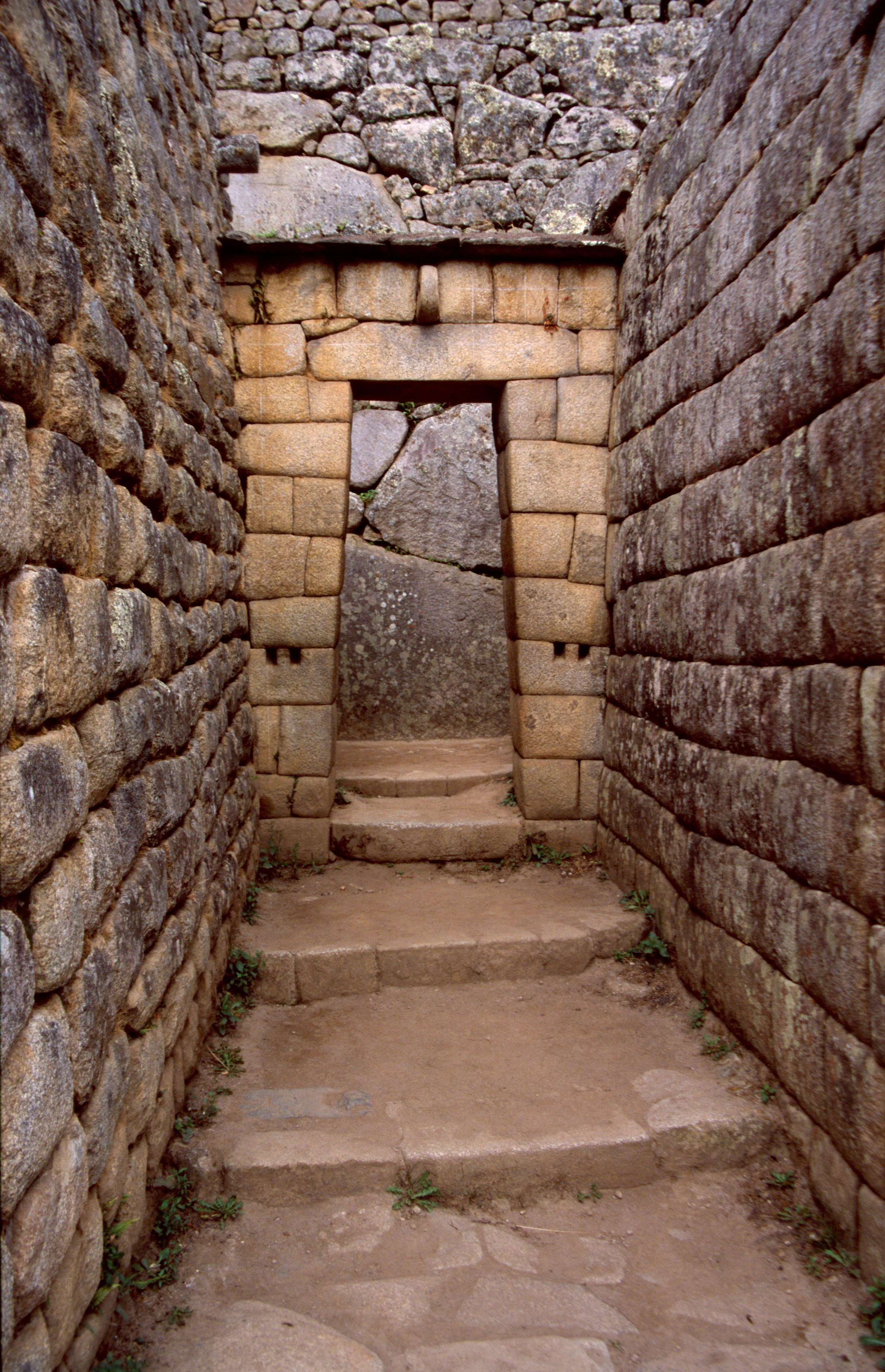
Entrée vers le quartier sacré et le quartier des nobles.
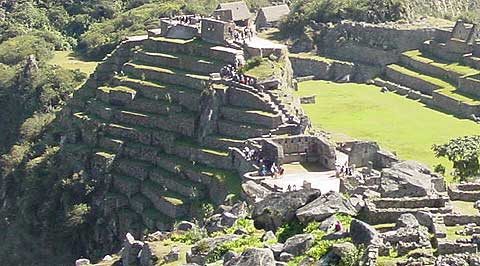
La « pyramide » d'Intihuatana.
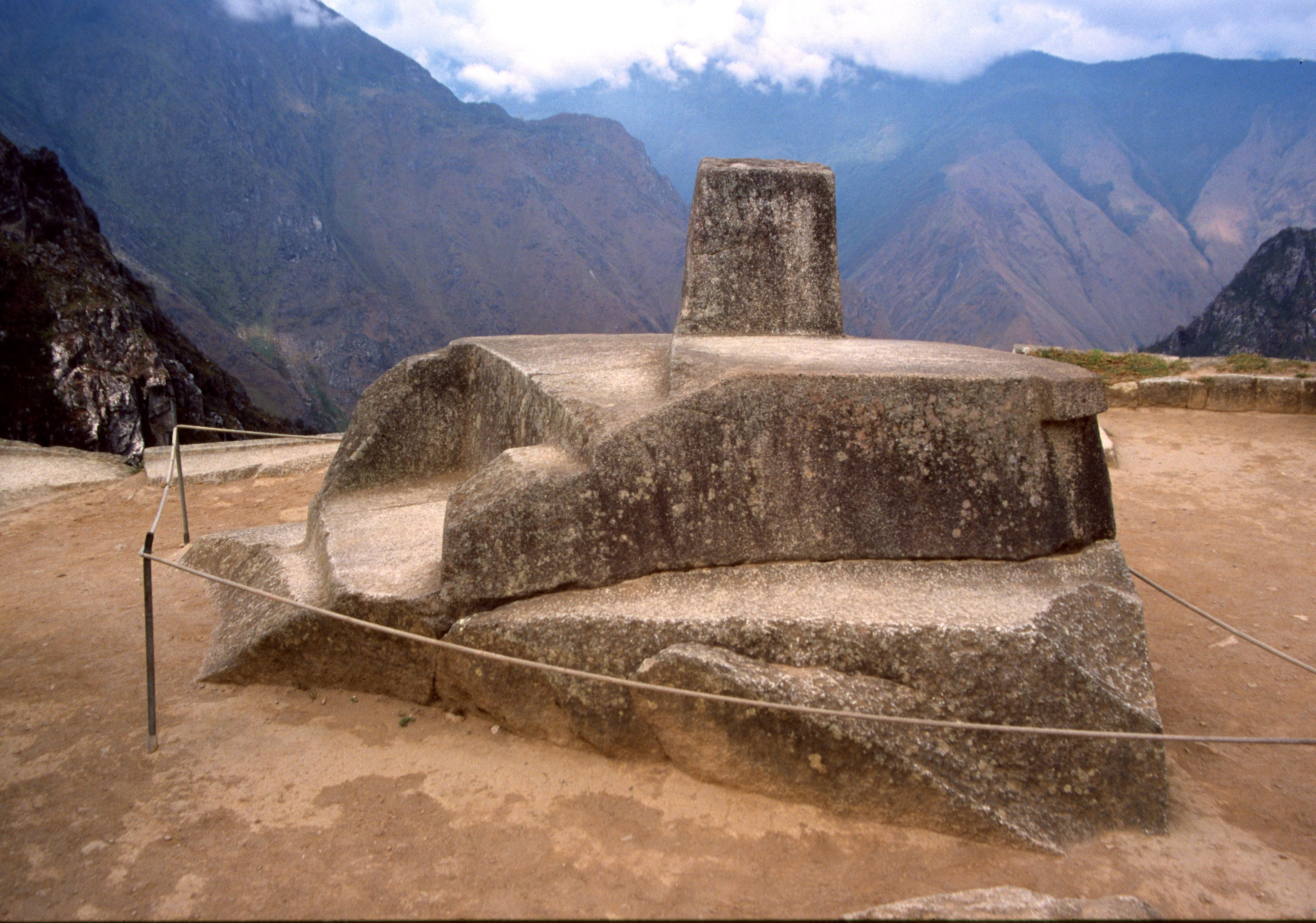
L'Intihuatana, au sommet du quartier sacré.
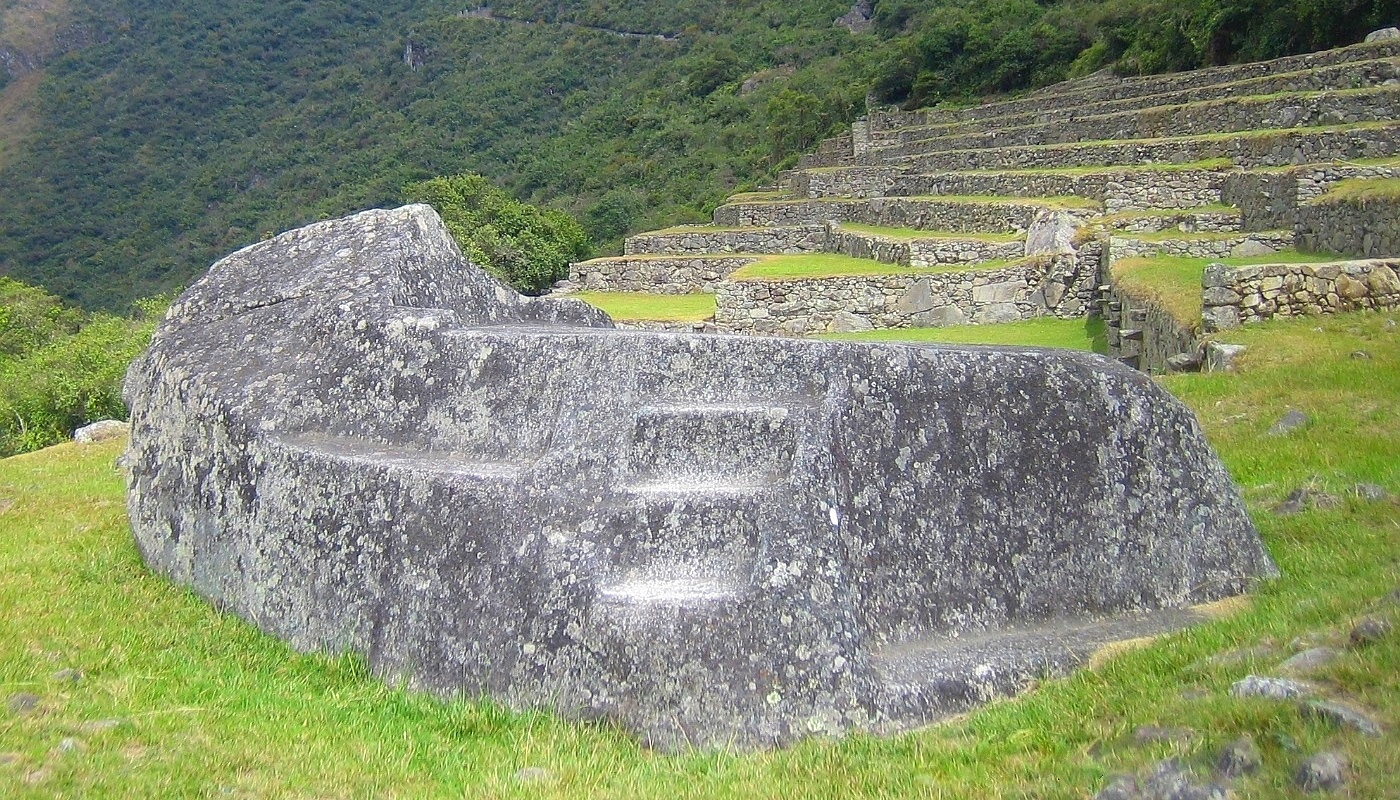
Pierre funéraire.
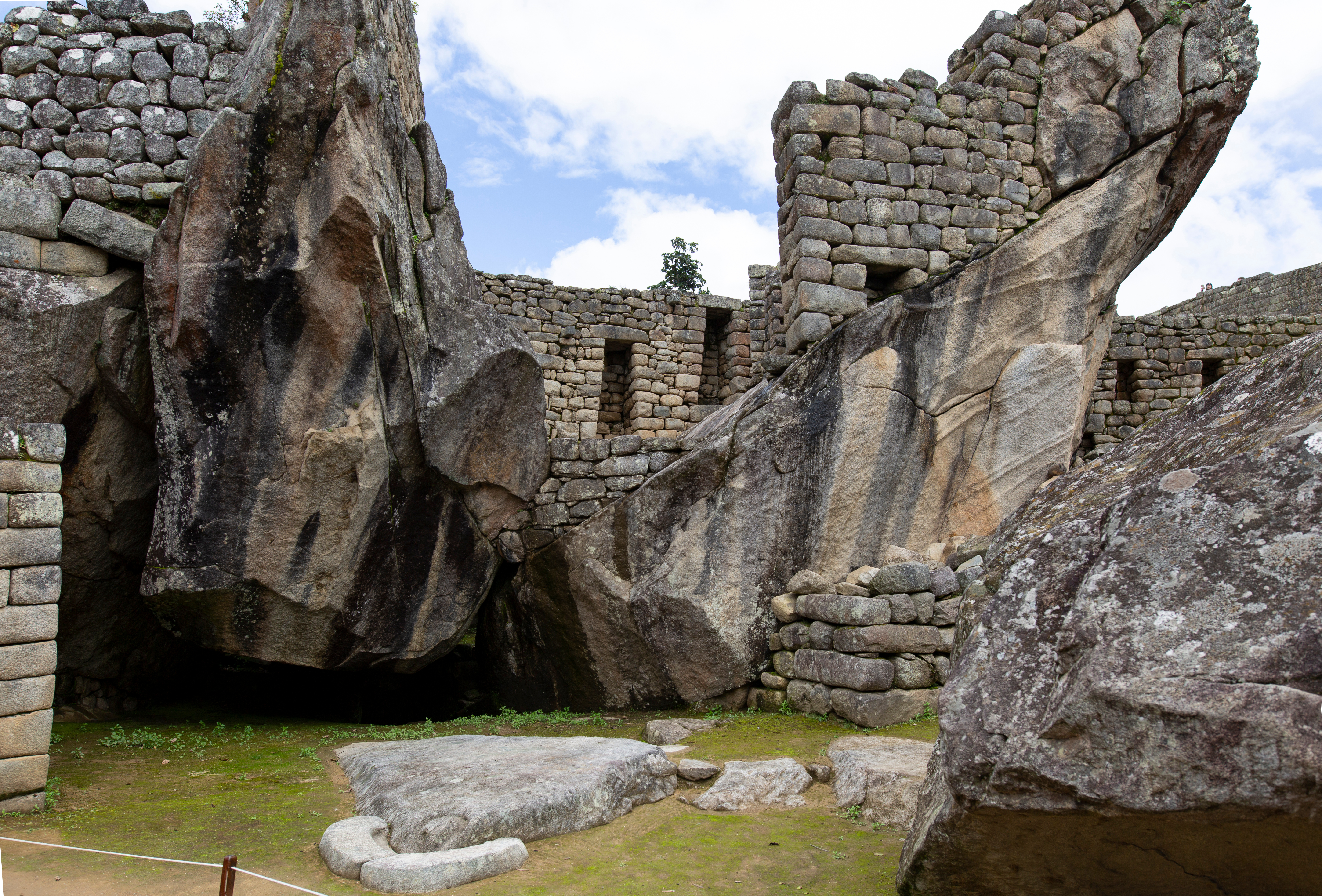
Temple du Condor.
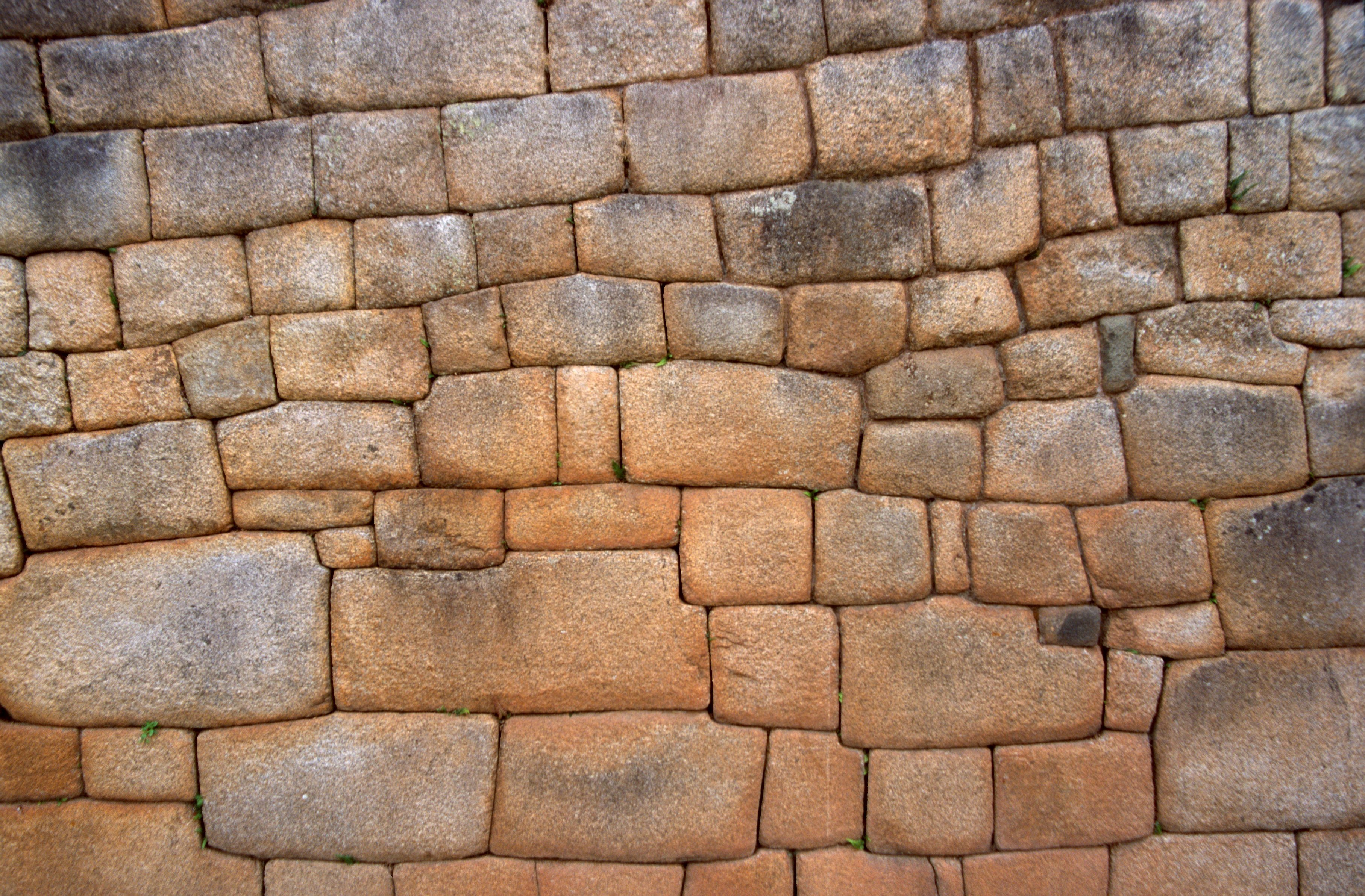
Mur de pierres ajustées avec précision à Machu Picchu.
Vue générale
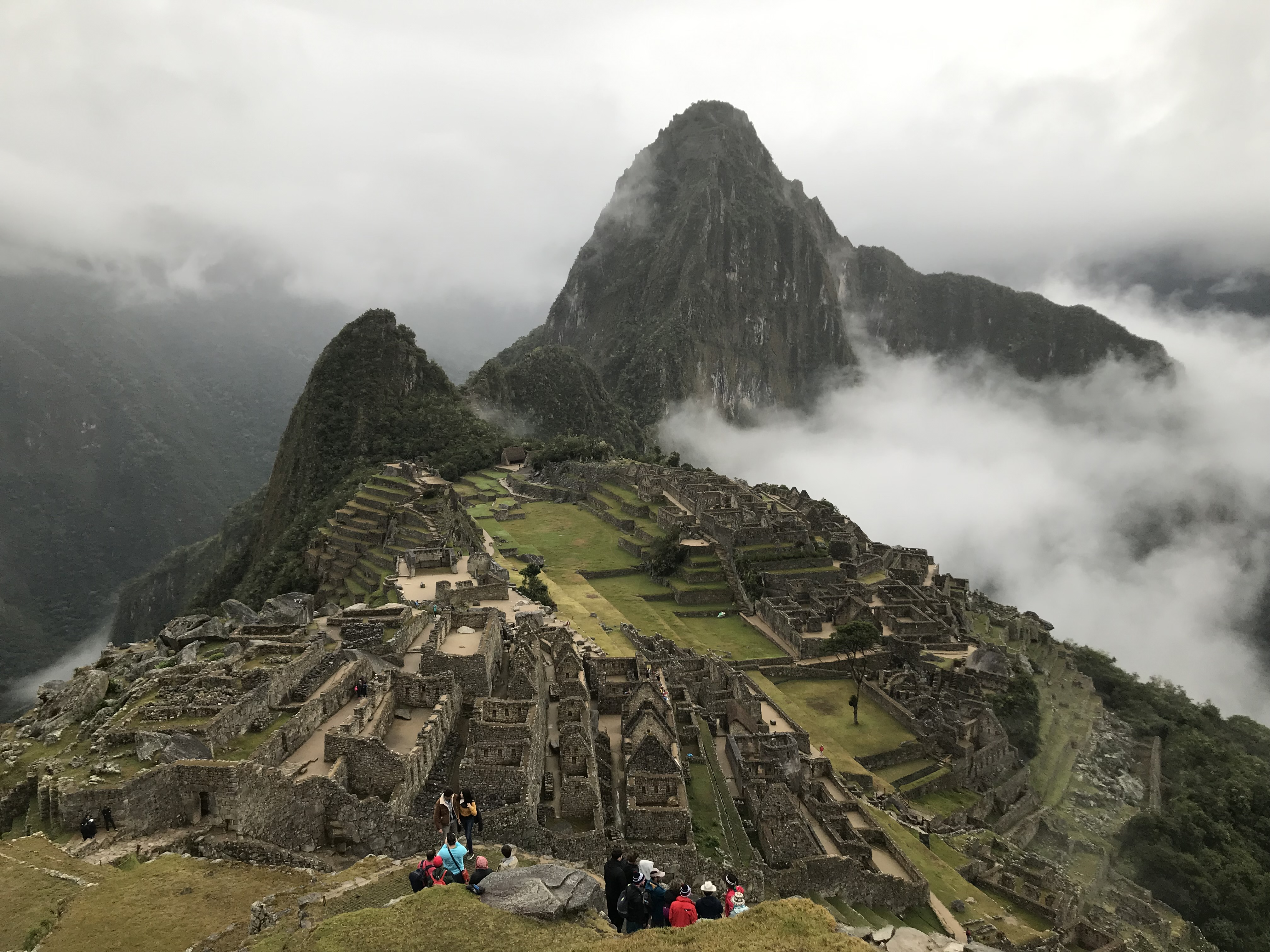
Le sommet du Machu Picchu et ses visiteurs, à l'été 2019.

D’après les archéologues, le Machu Picchu est divisé en deux grands secteurs : la zone agricole formée par un ensemble de terrasses de cultures qui se trouve au sud ; et la zone urbaine qui est celle, on le suppose, dans laquelle vivaient ses occupants et où se déroulaient les principales activités civiles et religieuses. Cette zone urbaine comprenait le quartier sacré, le quartier populaire et le quartier des nobles et des ecclésiastiques.

### Zone agricole
Les terrasses de cultures de Machu Picchu apparaissent comme de grands escaliers sur le flanc de la montagne. Ce sont des constructions formées par un mur de pierre et un empilement de couches de matériaux divers (grandes pierres, pierres plus petites, fragments de roches, argile et terre de culture) qui facilite le drainage en évitant que l'eau puisse miner la structure (la région subit une forte pluviosité). Ce type de construction a permis que les cultures se poursuivent jusqu'au XXe siècle sans problème. D'autres terrasses de moindre largeur se trouvent dans la partie basse de Machu Picchu, tout autour de la cité. Ce sont des murs de soutien.
Cinq grandes constructions se trouvent sur les terrasses à l'est de la route inca qui conduit à Machu Picchu depuis le sud. Elles servaient de magasins. La ville était alimentée grâce à ces cultures en terrasse, qui permettaient de récolter maïs, pomme de terre et divers légumes. Ces champs pouvaient nourrir jusqu'à 10 000 personnes.
De nombreuses inquiétudes sont exprimées par rapport au délabrement des écosystèmes engendré par le vol avec violence des biens d'autrui, une mauvaise gestion des déchets, les empiétements agricoles dus à l'absence de réglementation claire sur les propriétés. De plus, certains produits agrochimiques sont jetés dans l'Urubamba qui polluent cette rivière en plus des déchets urbains. En raison de la hausse du tourisme, de très importants impacts écologiques sur les zones agricoles peuvent être constatés.

### Zone urbaine

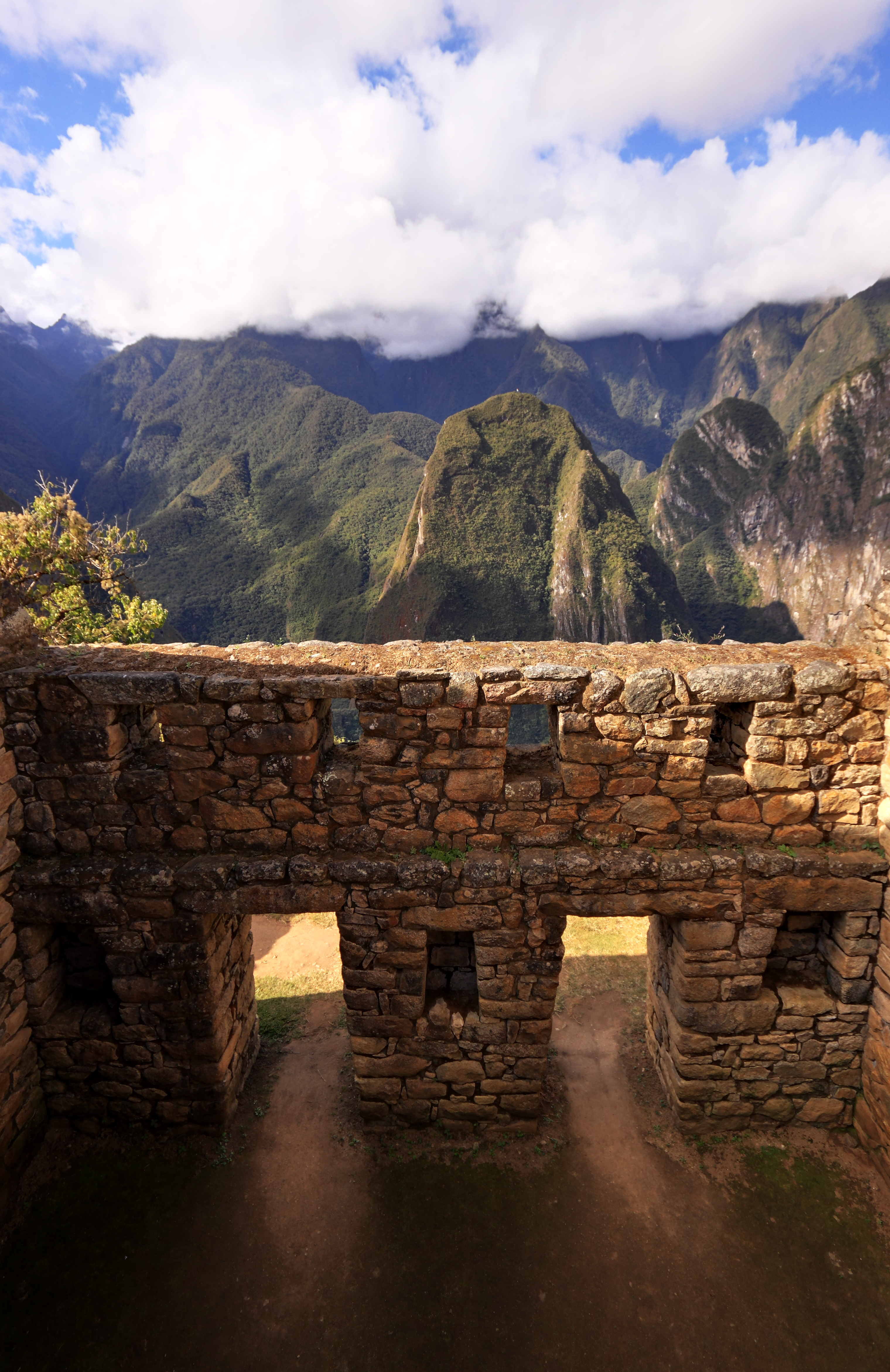
Mur intérieur des ruines d'un bâtiment inca surplombant la vallée de l'Urubamba.

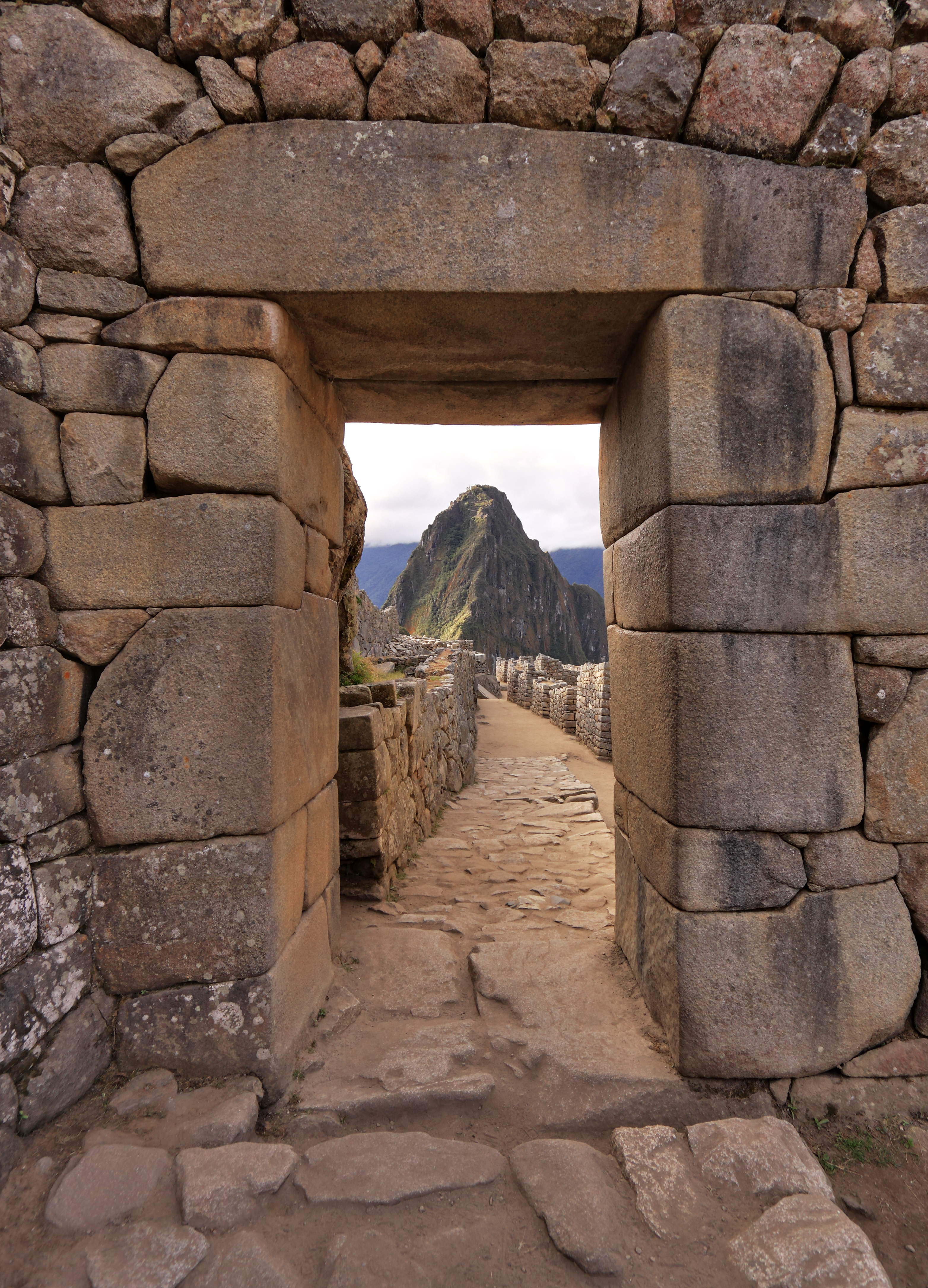
Entrée fortifiée vers la zone urbaine.

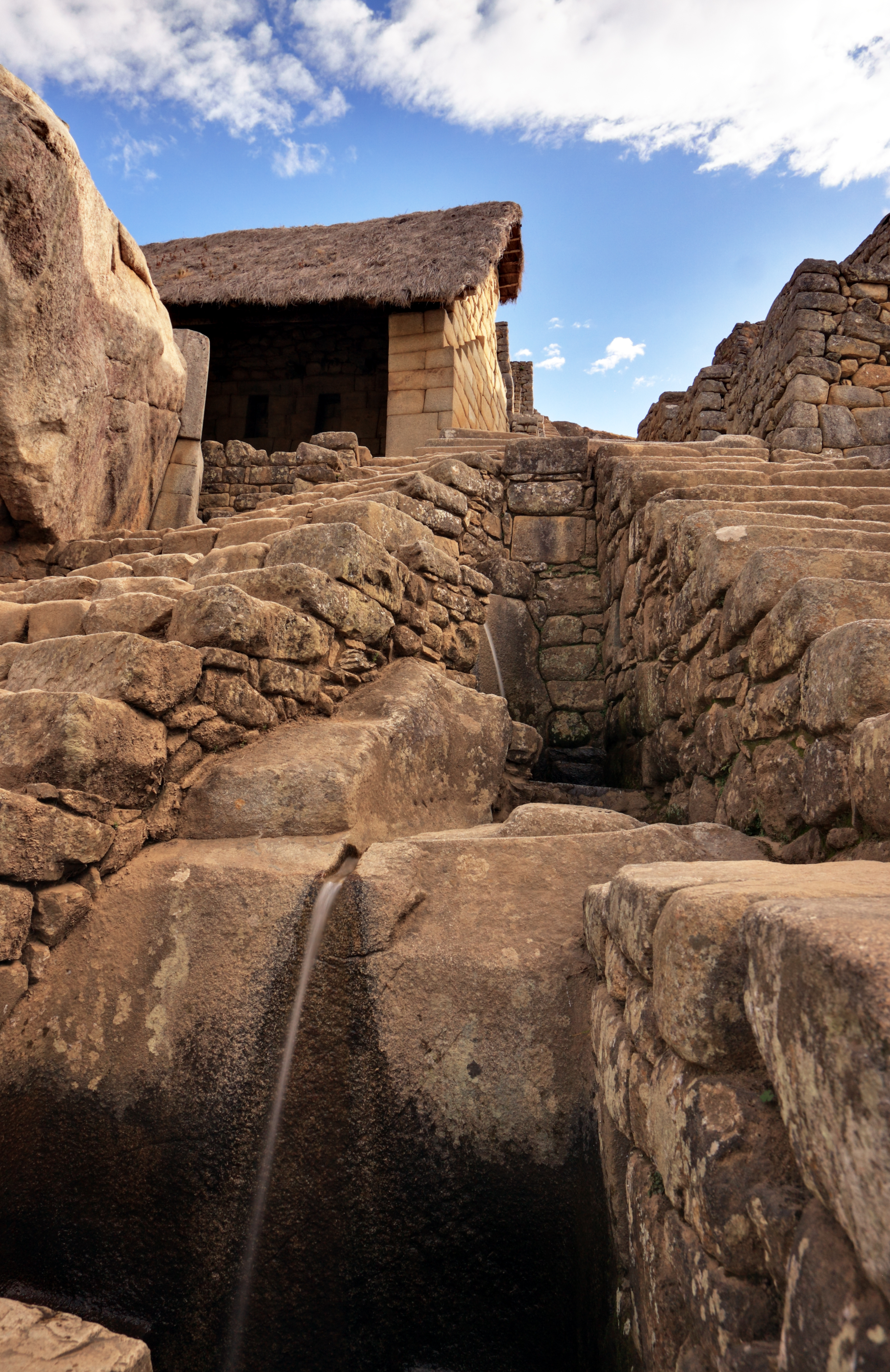
Source d'eau canalisée dans les vestiges.

Un mur de 400 mètres de long sépare la ville de la zone agricole. La zone urbaine a été divisée par les archéologues en groupes d'édifices numérotés de 1 à 18, mais Chavez Ballon en 1961 l'a divisée en deux secteurs : un haut (hanan) et un bas (hurin). Cette répartition est plus en accord avec l'organisation de la société et le système andin de la hiérarchie.
Deux axes découpent la ville : le premier est matérialisé par une place large, construite sur des terrasses à plusieurs niveaux. Le deuxième est un large escalier qui fait office de rue principale, avec une série de fontaines d'eau. À l'intersection de ces deux axes se trouve la résidence de l'inca, le temple-observatoire du torreon et la plus grande des fontaines.
La zone sacrée est principalement dédiée à Inti, le dieu soleil, divinité principale du panthéon inca, après Huiracocha le dieu créateur. C’est ici que se trouvent les trésors archéologiques les plus importants : le cadran solaire ou astronomique (Intihuatana) et le Temple du Soleil.
Dans le quartier des nobles se situe le Torréon (que Bingham appelait « Tombeau royal »), sorte de tour conique composée de blocs finement travaillés. À l'intérieur, les traces d'un grand incendie sont visibles. Le Torréon est construit sur une grande roche en dessous de laquelle se trouve une petite cavité : c'était peut-être un mausolée pour les momies. Dans la tour se trouvent plusieurs autels sacrificiels. À proximité se trouvaient 142 squelettes, parfois présumés majoritairement féminins. L'hypothèse la plus commune est qu'il s'agirait d'acclas, jeunes filles sacrifiées pour célébrer le culte du Soleil. Cependant, selon l’anthropologue américain John Verano de l'université Tulane de la Nouvelle-Orléans, après réexamen des restes humains du Peabody Museum de Yale vers 2010,, ces squelettes trouvés sur le site du Machu Picchu seraient répartis équitablement entre les deux sexes et auraient appartenu à des personnes de tous âges.
Toutes les constructions du Machu Picchu sont de style classique inca, c'est-à-dire avec les constructions ayant une surface légèrement plus importante à la base qu'au sommet, ce qui leur confère une bonne résistance aux séismes. Quelques rares murs sur le site sont composés de pierres parfaitement ajustées, mais l'ensemble des constructions est constitué, contrairement aux autres sites de la région, de pierres non ajustées. Les Incas ne faisaient pas usage de ciment sur leurs sites mais sur celui du Machu Picchu, la majorité des murs et des édifices sont constitués de pierres très irrégulières, disjointes et remplies de terre entre elles. Le granit des pierres utilisées pour la construction provient du site lui-même.
Le plan des constructions semble avoir la forme d'un animal. Il est parfois admis que les Incas donnaient à leurs cités la forme d'animaux sacrés (puma, condor…) Au Machu Picchu, plusieurs formes sont distinguées. La plus fréquente est celle d'un condor, les ailes déployées. Aussi une autre étude, ayant mis en place une règle d'observation fonctionnant sur de nombreux sites incas, accorde à la cité la forme d'un oiseau vu de profil, mais également la séparation en deux zones ayant chacune une forme animale, un caïman et un serpent,.

## Tourisme

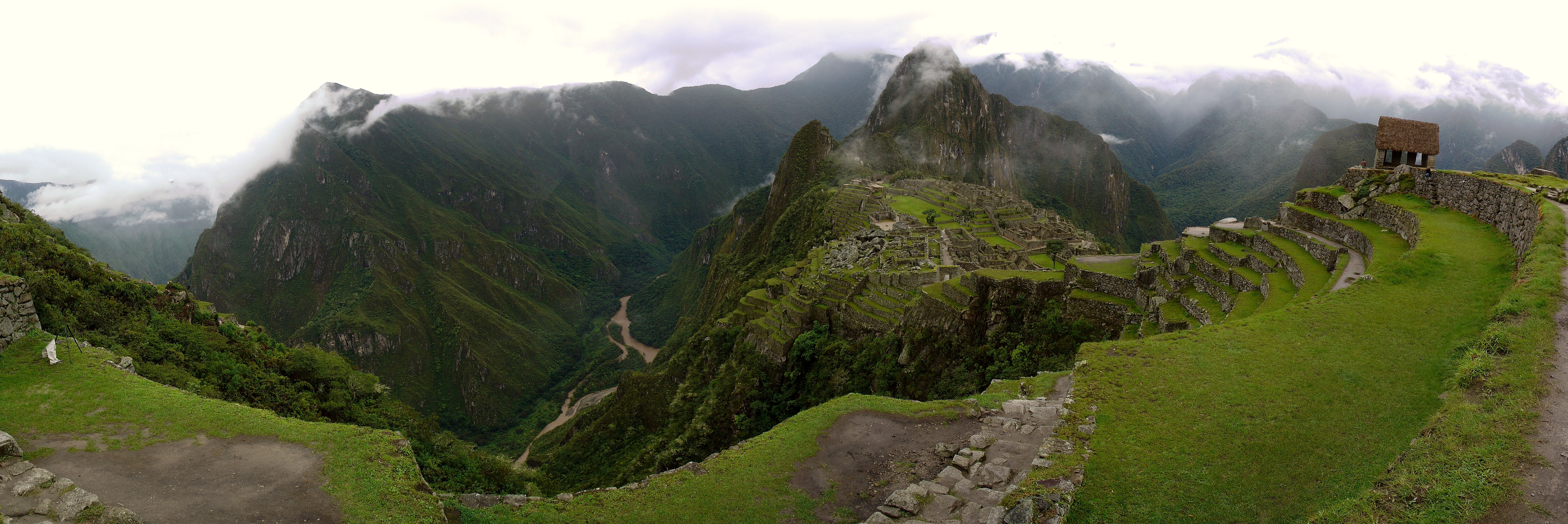
Panorama du Macchu Picchu lors d'une journée nuageuse.

### Risques d’érosion et de glissements de terrain
Le site, auquel les touristes ne peuvent accéder qu’à pied ou via un petit train puis un bus sur une piste, comptait à la fin des années 80, moins de 70 000 visiteurs par an, chiffre multiplié par 14 pour atteindre en avril 2012 plus du million par an, selon des représentants de l’Unesco, soit 3 000 personnes par jour, dépassant de 11% la limite fixée pour protéger le Machu Picchu «des risques d’érosion et de glissements de terrain». Les pluies fréquentes favorisent ces glissements de terrain, qui en 2010 ont bloqué sur place près de 4 000 touristes, qui ont dû être héliportés. Dès 1999, le Centre du patrimoine mondial de l’Unesco s'est inquiété de la gestion du site avec le risque qu'il soit inscrit à la liste du patrimoine mondial en péril. Les incendies enregistrés dans les années 2010 dans la zone protégée de 35 000 hectares qui l’entoure, malgré une forêt dite «de nuages», car tropicale et humide, ont accru les risques. Pour tenter de limiter les glissements de terrain, le gouvernement péruvien a débuté en 2020 une opération de plantation d'un million d’arbres sur les dix années suivantes.

### Aspects financiers
Le site était en 2015 pour le Pérou une source de revenus estimée à 5 milliards de dollars par an. En 2015, l'entrée coûtait environ 35 euros en plus des 103 dollars du train et des 24 dollars du bus et un seul hôtel-restaurant était disponible au prix de 850 dollars la nuit, géré par l’opérateur détenant toutes les concessions du site.

### Mesures de 2020
Dès août 2015, la presse constate que le quota de 2 500 visiteurs est un "bien lointain souvenir" et en 2017, 1,5 million de visiteurs se sont rendus sur le site, soit près du double de la limite recommandée par l’Unesco, ce qui pèse lourdement sur les ruines et l’écologie locale. Un projet d'aéroport international à Chinchero (plus proche que celui de Cuzco), décidé par le gouvernement en 2019 suscite de vives protestations d'archéologues, d'historiens et d'habitants, l'année où le site a reçu 1,5 million de visiteurs, selon les chiffres officiels, au point que des pays voisins ont parlé de "la dérive du Machu Picchu". Le Pérou tente de freiner cette évolution, dans un esprit de tourisme durable et a mis en place des mesures pour sauvegarder le site. Les autorités ont arrêté en 2020 six touristes, dont un Français, pour des dégradations lors d’une nuit passée illégalement parmi les ruines et déployé peu après 18 caméras de surveillance supplémentaires, en complément des 6 déjà existantes sur le site.
Face à l'afflux de touristes ceux-ci ne peuvent plus visiter qu’en groupes de 16 et pour une durée limitée et doivent toujours rester sur un des trois chemins.

### Protestations de l'été 2022
Mais au cours de l'été 2022, il a fallu que le Pérou augmente le quota de visiteurs après des protestations, quand environ un millier de touristes, venus d'Espagne, de Colombie, du Chili ou de France, ont manifesté dans le village pour protester contre le manque de billets disponibles. Le pays voisin, l'Équateur, a souhaité, pour éviter cette surfréquentation, préserver ses sites recherchés, comme son archipel volcanique des Galapagos, constitué de 19 grandes îles et de dizaines d'îlots rocheux.

## Vues panoramiques

Machu Picchu et ses environs.

Panorama du site depuis le Huayna Picchu.

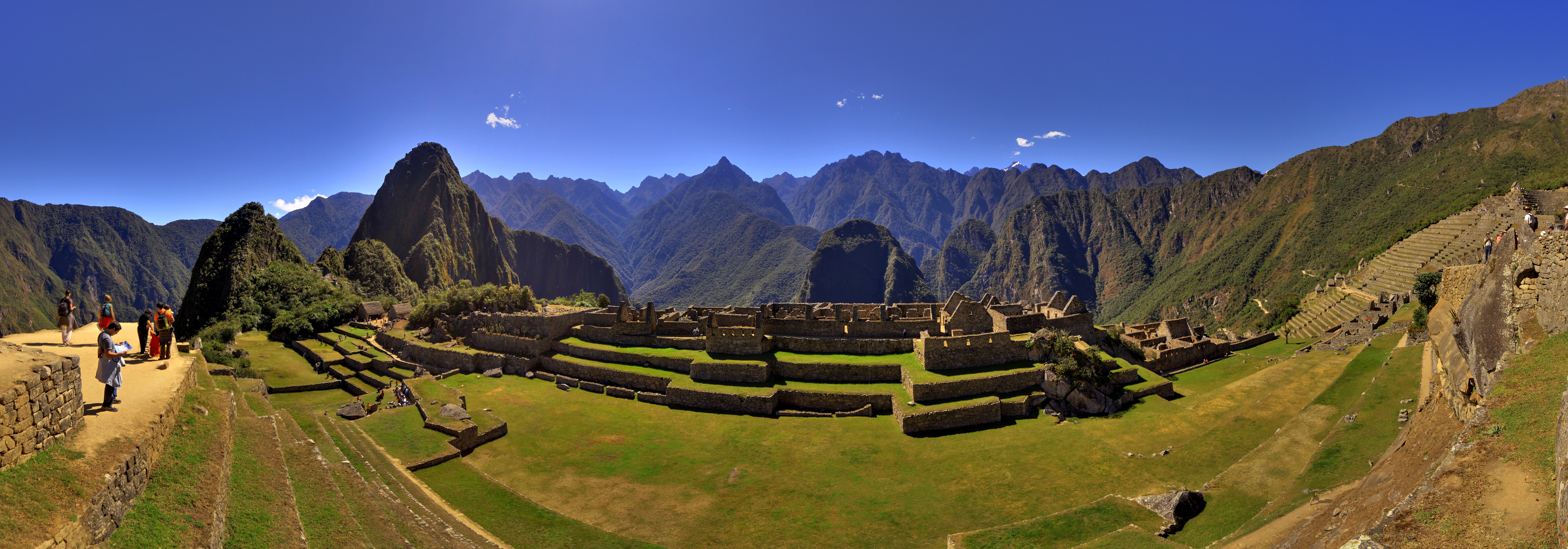
Vue panoramique de Machu Picchu.

Vue panoramique sur le quartier résidentiel.